# Novak Đoković
Novak Đoković, cyryl. Новак Ђоковић, wym. [nôʋa:k d͡ʑô:koʋit͡ɕ] posłuchajⓘ (ur. 22 maja 1987 w Belgradzie) – serbski tenisista, dawniej reprezentant Serbii i Czarnogóry w Pucharze Davisa, od 2007 Serbii; zdobywca trofeum w 2010 roku; zwycięzca m.in. 24 turniejów wielkoszlemowych w grze pojedynczej – w Australian Open triumfował w latach 2008, 2011, 2012, 2013, 2015, 2016, 2019, 2020, 2021 i 2023, we French Open zwyciężył w 2016, 2021 i 2023 roku, na kortach Wimbledonu wygrywał w latach 2011, 2014, 2015, 2018, 2019, 2021 i 2022, a w US Open w sezonach 2011, 2015, 2018 i 2023, dwukrotny medalista igrzysk olimpijskich w grze pojedynczej.
Novak Đoković jest uznawany za jednego z najwybitniejszych zawodników w historii dyscypliny. Jako pierwszy singlista zwyciężył w każdym turnieju z serii ATP Tour Masters 1000. Zdobywca Karierowego Złotego Wielkiego Szlema, złoty medalista igrzysk olimpijskich w Paryżu (2024), brązowy medalista igrzysk olimpijskich w Pekinie (2008) oraz czwarty zawodnik igrzysk olimpijskich w Londynie (2012) i Tokio (2020, w singlu i w mikście), siedmiokrotny triumfator ATP Finals, wielokrotny lider rankingu singlowego ATP Tour, ambasador dobrej woli UNICEF.
Đoković jest zawodnikiem praworęcznym z oburęcznym bekhendem. Treningi tenisowe rozpoczął jako czterolatek. Wyborem tej dyscypliny zerwał z tradycją rodzinną: kilku krewnych było utalentowanymi narciarzami. Przez dwa lata trenował w monachijskiej akademii Nikoli Pilicia.

## Życiorys
Đoković urodził się 22 maja 1987 w Belgradzie. Jego rodzice, Srđan i Dijana, pochodzą z Serbii. Ojciec był zawodowym narciarzem, mistrzem Jugosławii w narciarstwie alpejskim. Jego matka była łyżwiarką figurową, obecnie pracująca jako instruktorka jazdy na łyżwach. Đoković ma dwóch młodszych braci, Marko i Đorđe, również tenisistów.

## Kariera

### 2004–2006
W ramach rozgrywek juniorskich był m.in. półfinalistą Australian Open 2004 w grze pojedynczej i podwójnej. Już rok wcześniej rozpoczął karierę zawodową, wygrywając jeden turniej rangi futures.
W 2004 startował już głównie w challengerach; zaliczył także debiut w turnieju rangi ATP Tour.
W kwietniu 2004 debiutował w reprezentacji Serbii i Czarnogóry w Pucharze Davisa. W ramach tych rozgrywek pokonał m.in. w 2006 znanego Brytyjczyka Rusedskiego. W tymże roku wystąpił też z Aną Ivanović w Pucharze Hopmana, uważanym za nieoficjalne mistrzostwa świata w grze mieszanej.
W styczniu 2005 wystąpił po raz pierwszy w imprezie wielkoszlemowej, gdzie w I rundzie Australian Open 2005 musiał uznać wyższość Marata Safina.
Z większym powodzeniem wystąpił w pozostałych turniejach Wielkiego Szlema w 2005: na French Open 2005 był w II rundzie, gdzie pokonał Ginepriego, a na Wimbledonie 2005 i na US Open 2005, w III rundzie. W US Open 2005 wyeliminował Mario Ančicia. Sezon zakończył jako najmłodszy tenisista w czołowej setce rankingu ATP.
W 2006 był po raz pierwszy w półfinale turnieju rangi ATP World Tour, w halowej imprezie w Zagrzebiu, a także zaliczył pierwszy wielkoszlemowy ćwierćfinał na French Open 2006, gdzie pokonał trzech rozstawionych graczy: Fernando Gonzáleza, Tommy’ego Haasa i Gaëla Monfilsa; natomiast, w 1/4 finału skreczował w pojedynku z broniącym tytułu Rafaelem Nadalem.

### 2007
W marcu 2007 dotarł do finału Pacific Life Open w Indian Wells, przegrywając z wiceliderem rankingu, Rafaelem Nadalem oraz odniósł swoją pierwszą wielką wygraną na turnieju ATP World Tour Masters 1000 Sony Ericsson Open w Miami. Na French Open 2007 trafił do półfinału, przegrywając z Rafaelem Nadalem, wynikiem 7:6, 6:4, 6:2. Kolejny półfinał osiągnął podczas Wimbledonu 2007, gdzie skreczował w meczu z Nadalem. Jednym z największych jego sukcesów było zwycięstwo w Rogers Cup, gdzie w finale pokonał Rogera Federera 7:6, 2:6, 7:6.
10 września 2007 w US Open 2007, w meczu finałowym nie wykorzystał znakomitych okazji (m.in. potrójnej piłki setowej w pierwszym secie; w 2. secie serwował przy swoim prowadzeniu 4:2) i po ciężkim pojedynku uległ Rogerowi Federerowi 7:6(4), 7:6(2), 6:4.

### 2008
W Australian Open 2008 ponownie zmierzył się z Rogerem Federerem w półfinale. Tym razem wygrał 7:5, 6:3, 7:6(7). W finale wygrał z nierozstawionym Jo-Wilfriedem Tsongą 4:6, 6:4, 6:3, 7:6(2).
W finale turnieju Pacific Life Open w Indian Wells wygrał z Mardy Fishem 6:2, 5:7, 6:3. W sezonie kortów ziemnych kontynuował swoje świetne występy wygrywając w Rzymie i dochodząc do półfinałów w Monte Carlo i Hamburgu i na Roland Garros. W Hamburgu podobnie jak i na Roland Garros w meczu półfinałowym walczył z Rafaelem Nadalem o pozycję numer 2 w rankingu ATP przed turniejem French Open. Ostatecznie Nadal utrzymał to miejsce po wygranej 7:5, 2:6, 6:2 w Hamburgu i 6:4, 6:2, 7:6(3) na Roland Garros. Po finale Queen’s Clubu (ponownie zmierzył się w nim z Rafaelem Nadalem i trzeci raz z rzędu przegrał), nieoczekiwanie odpadł już w drugiej rundzie na trawach Wimbledonu, gdzie odbywa się 3 z 4 Wielkich Szlemów. Serba pokonał Marat Safin w 3 setach. Po nieudanym występie w Londynie, tenisista wziął udział w turnieju w Toronto, gdzie przegrał w ćwierćfinale z Andym Murrayem. W kolejnym turnieju z cyklu ATP World Tour Masters 1000 w Cincinnati doszedł do finału, ale znowu został pokonany przez Andy’ego Murraya. Następnie debiutował w Igrzyskach Olimpijskich w Pekinie, gdzie wywalczył brązowy medal pokonując Jamesa Blake’a. US Open był morderczym turniejem dla Serba, który mimo problemów zdrowotnych, zdołał dojść do półfinału przegrywając z Rogerem Federerem 3:6, 7:5, 5:7, 2:6. W Thailand Open zaliczył swój szesnasty finał w karierze (szósty w tym roku). Spotkał się w nim z Francuzem Jo-Wilfriedem Tsongą. Było to ich drugie spotkanie i również w finale. Đoković przegrał 6:7(4), 4:6 z Tsongą, który tym samym zrewanżował się Serbowi za porażkę w finale Australian Open. W przedostatnim turnieju z serii ATP Tour Masters 1000 w Madrycie Serb wygrał w pierwszej rundzie z kwalifikantem, Rumunem Victorem Hănescu (krecz rywala), po czym przegrał w rundzie trzeciej w bałkańskim pojedynku z Chorwatem Ivo Karloviciem 6:7(4), 6:7(5). Również w trzeciej rundzie Serb zakończył udział w ostatnim turnieju przed Pucharem Mistrzów – ATP Masters w Paryżu. W 2 rundzie grał z Dmitrijem Tursunowem (krecz rywala), a w trzeciej drugi raz z rzędu (w ciągu miesiąca) musiał uznać wyższość Francuza – Jo-Wilfrieda Tsongi.
W kończącym sezon turnieju Tennis Masters Cup (Puchar Mistrzów), Đoković trafił do grupy razem z Nikołajem Dawydienką (RUS), Jo-Wilfriedem Tsongą (FRA) oraz Juanem Martínem del Potro (ARG) tworząc tzw. Grupę Złotą. W Grupie Czerwonej znajdują się: Roger Federer (SUI), Andy Murray (GBR), Andy Roddick (USA) i Gilles Simon (FRA). Turniej rozpoczął się 9 listopada. W pierwszym meczu Đoković zmierzył się z najmłodszym z grona ośmiu zawodników, Argentyńczykiem Juanem Martínem del Potro, z którym już raz wygrał – na US Open w 2007 roku. Mecz stał na bardzo wysokim poziomie. Mimo dość sporej liczby błędów (34 Đokovicia, 27 del Potro) było wiele efektownych zagrań i dużo zwrotów akcji. Ostatecznie, po 1 h 56 min mecz zakończył się zwycięstwem Serba 7:5, 6:3. Jest to pierwszy wygrany mecz w karierze Đokovicia na tym turnieju (w poprzednim roku przegrał wszystkie trzy mecze: z Nadalem, Ferrerem i Gasquetem). Następny mecz Đoković rozegrał 11 listopada. Po zaciętej walce wygrał z Rosjaninem Nikołajem Dawydienką w trzech setach – 7:6(3), 0:6, 7:5. Ostatni mecz w grupie z Jo-Wilfriedem Tsongą rozpoczął się 13 listopada. Bez względu na wynik tego spotkania Đoković miał zapewniony awans do półfinału, a Francuz, który przegrał oba mecze grupowe walczył jedynie o jedno zwycięstwo w turnieju. Szansę wykorzystał i wygrał 1:6, 7:5, 6:1 z Đokoviciem, który w Grupie Złotej mimo porażki zajmuje pierwsze miejsce. Poza nim awans do półfinału uzyskał również Nikołaj Dawydienko. Mecz półfinałowy został rozegrany 15 listopada, a rywalem Đokovicia był Gilles Simon. Po fantastycznych zagraniach z jednej i z drugiej strony, po blisko trzech godzinach niesamowitej walki, mecz zakończył się wynikiem 4:6, 6:3, 7:5 dla Đokovicia. O tytuł mistrza tego sezonu powalczył z Nikołajem Dawydienko. Spotkał się z nim już w meczu grupowym walcząc o półfinał imprezy. Teraz obaj panowie walczyli o trofeum Tennis Masters Cup. Po bardzo dobrej grze Đoković wygrał 6:1, 7:5, zdobywając swój pierwszy w karierze tytuł Tennis Masters Cup (11 ogólnie). Sezon ten rozpoczął od zwycięstwa i zwycięstwem również go zakończył.

### 2009
Pierwszym turniejem w jakim zagrał Novak Đoković w nowym sezonie był Brisbane zaliczany do kategorii ATP World Tour 250 rozgrywany od 5 do 11 stycznia. Była to również okazja do przesunięcia się w rankingu z trzeciego miejsca na drugie, bowiem do aktualnie drugiego tenisisty rankingu światowego – Rogera Federera, tracił on tylko 20 punktów. Serb musiał jedynie dojść o jedną rundę dalej od Rogera Federera, który w tym czasie grał w Dosze. Jednak Đoković w pierwszej rundzie zmierzył się z Łotyszem Ernestsem Gulbisem (53. miejsce w rankingu ATP). Bilans ich pojedynków wynosił 2-0 na korzyść Serba, a ostatnie spotkanie miało miejsce w ćwierćfinale turnieju ATP World Tour Masters 1000 Cincinnati w sierpniu 2008 roku. Tym razem przegrał z Gulbisem w dwóch setach 4:6, 4:6, i pozostał na 3. pozycji. Po pierwszym meczu nowego sezonu i jednocześnie pierwszej porażce, Đoković zdecydował, że przed Australian Open wystąpi jeszcze w turnieju w Sydney, do którego otrzymał dziką kartę od organizatorów. Turniej rozpoczął się 11 stycznia i kończy 2 dni przed rozpoczęciem pierwszego Wielkiego Szlema w sezonie i zaliczany jest do tej samej kategorii co Brisbane – ATP World Tour 250. Z racji wysokiego rankingu, Serb pierwszą rundę miał wolną. W drugiej zmierzył się z Francuzem, Paulem-Henrim Mathieu (32. miejsce) i wygrał łatwo 6:1, 6:2. W ćwierćfinale Đoković zagrał z Mario Ančiciem (CRO, 35) i wygrał 6:3, 6:4. W pierwszym secie przegrywał już 1:3 i 0:40. Obronił 14 z 15 break pointów, a sam wykorzystał 3 z 5 okazji na przełamanie rywala. W półfinale przegrał z Finem, Jarkko Nieminenem (40. miejsce) 4:6, 6:7(3).
W 1. rundzie Australian Open broniący tytułu Đoković (rozstawiony z numerem 3) grał z kwalifikantem, Włochem – Andrea Stoppinim (220. miejsce). Mecz zakończył się w trzech setach 6:2, 6:3, 7:5 na korzyść Serba, który w trzecim secie przegrywał już 0:4 i 3:5. Jego kolejnym rywalem był Francuz, Jérémy Chardy (68. miejsce). Đoković wygrał 7:5, 6:1, 6:3, a w trzeciej rundzie pokonał świetnie grającego w tym meczu, kwalifikanta, Amera Delicia (USA, 128. miejsce) 6:2, 4:6, 6:3, 7:6(4). W meczu 1/8 finału Đoković wygrał z reprezentantem Cypru, Markosem Pagdatisem (97. miejsce) po zaciętym meczu 6:1, 7:6(1), 6:7(5), 2:1 poprosił on o przerwę medyczną. Mimo zabiegów, Serb nie dał rady pokonać własnego zmęczenia spowodowanego ogromnym upałem (40 stopni Celsjusza) i przegrał tego seta 6:2. Mimo walki w pierwszym gemie czwartego seta (obronił 4 break pointy i wygrał tego gema), przy stanie 2:1 dla Roddicka, Đoković w końcu poddał mecz i tym samym nie obronił tytułu wywalczonego przed rokiem. Kolejnym turniejem w jakim wystąpił Đoković był turniej w Marsylii (kategoria 250). Wcześniej Đoković grał w tym turnieju dwukrotnie. 2 lata wcześniej przegrał w pierwszej rundzie, a w poprzednim roku w drugiej. W tym roku w pierwszej rundzie rywalem Serba był Jérémy Chardy (FRA, 54), którego pokonał z 2 rundzie Australian Open. W Marsylii również: 7:6(4), 6:4 i w drugiej rundzie zmierzył się z Janem Hernychem (CZE, 68), którego pokonał 7:5, 6:4 i poprawił tym samym swój wynik w tym turnieju. W ćwierćfinale rywalem Đokovicia był Mischa Zverev (GER, 76). Niemiec nie postawił mu wysoko poprzeczki i Serb wygrał pewnie 6:3, 6:3. W półfinale, mimo dobrej gry przegrał z Jo-Wilfriedem Tsongą (FRA, 12) 4:6, 6:7(1).
Đoković grał później w Dubaju (kategoria 500). W pierwszej rundzie zmierzył się z kwalifikantem, Flavio Cipollą (ITA, 125). Do tej pory w oficjalnym turnieju ATP ci zawodnicy się nie spotkali. Grali jednak ze sobą w finale futuresa w Serbii w 2004 roku i górą wtedy był Serb. Teraz również wygrał, 6:3, 6:2 i w rundzie drugiej zagrał z Janem Hernychem (CZE, 66). Była to powtórka meczu z tej samej rundy sprzed sześciu dni z turnieju w Marsylii, tym razem zakończona w trzech setach, 6:3, 3:6, 6:4, ale również na korzyść Đokovicia. W ćwierćfinale zmierzył się z Marinem Čiliciem (CRO, 19). Čilić w tym roku wygrał już dwa turnieje (z rzędu) i przegrał tylko jeden mecz. Teraz już drugi, bowiem Serb wygrał 6:3, 6:4 i o swój osiemnasty finał zagrał z Gilles’em Simonem (FRA, 8). Ostatni mecz zawodnicy zagrali ze sobą w półfinale w Szanghaju i po fantastycznym meczu i trzech zaciętych setach, górą był Đoković. Teraz również mecz był zacięty i z kilkoma zwrotami akcji. Mimo że Serb podobnie jak w poprzednich dwóch meczach z Simonem przegrał pierwszego seta, zdołał wygrać dwa następne i mecz zakończył się wynikiem 3:6, 7:5, 7:5. W pierwszym w tym sezonie finale, Đoković zagrał z Davidem Ferrerem. Po 6 meczach jakie obaj zawodnicy do tej pory rozegrali, bilans ich spotkań był remisowy: 3-3. Ostatni mecz miał miejsce w ćwierćfinale Australian Open 2008 i wtedy wygrał Serb: 6:0, 6:3, 7:5. Dotąd obaj panowie wygrywali swoje mecze na przemian. Jednak to Đoković zdołał pokonać Ferrera dwa razy z rzędu, tym razem 7:5, 6:3 poprawiając bilans spotkań na 4-3 i zdobywając swój dwunasty tytuł w karierze, a pierwszy w tym sezonie.
Następnie Serb grał w Hiszpanii, gdzie jego reprezentacja podejmowała tamtejszą ekipę w Pucharze Davisa (6–8 marca). Poza Đokoviciem, powołani do kadry narodowej zostali także Janko Tipsarević, Viktor Troicki i Nenad Zimonjić. W drużynie gospodarzy grali Rafael Nadal, David Ferrer, Tommy Robredo i Feliciano López. Pierwszy mecz Đoković miał zagrać z Davidem Ferrerem w piątek, 6 marca o godzinie 11:00. W sobotę (7.03.) o godzinie 13:00 razem z Nenadem Zimonjiciem miał grać przeciwko parze López-Verdasco, natomiast w niedzielę (8.03.) ponownie o 11:00 miał się zmierzyć z Rafaelem Nadalem. Jednak z powodu potężnej burzy jaka przeszła w czwartek nad Hiszpanią, mecze z piątku zostały przesunięte o 23 godziny. Silny wiatr spowodował uszkodzenie metalowej konstrukcji trybun i w piątek ekipa remontowa musiała naprawić usterkę. W sobotę (7 marca) rozegrane zostały trzy mecze. Dwa singlowe i jeden deblowy. W pierwszym meczu singlowym Đoković przegrał z Ferrerem 3:6, 3:6, 6:7(4). Wyraźnie Serb nie umiał się odnaleźć na nawierzchni ziemnej: miał bardzo słabą skuteczność po drugim serwisie i popełnił aż 59 niewymuszonych błędów co było kluczem do sukcesu Hiszpanów. W drugim meczu Tipsarević przegrał z Nadalem i Serbia przegrywała 2:0. W meczu deblowym Đoković nie zagrał, zastąpił go Viktor Troicki. Serbscy debliści wygrali mecz i Đoković zagrał w szlagierowym spotkaniu z Rafaelem Nadalem, próbując wyrównać stan pojedynków. Szanse miał minimalne (nawet na ugranie jakiegokolwiek seta) zważywszy na fakt, iż na tej nawierzchni grał z Hiszpanem 5 razy i wszystkie mecze przegrał, a bilans setów wynosił – z perspektywy Đokovicia – 1:12! Nie poprawił rezultatu. Dwa pierwsze sety przegrał minimalnie, w trzecim nie można powiedzieć, że odpuścił. Po prostu nic mu nie wychodziło, a Nadal grał świetnie i mecz zakończył się wynikiem 4:6, 4:6, 1:6. Była to jedenasta porażka Serba z Hiszpanem. We wrześniu Serbia będzie walczyć w barażach o utrzymanie się w Grupie Światowej.

Później Đoković grał w Indian Wells, gdzie bronił tytułu. Ze względu na wysoki ranking, Serb pierwszą rundę miał wolną. W drugiej spotkał się z Argentyńczykiem, Martínem Vassallo Argüello (54). Było to pierwsze spotkanie między tymi zawodnikami i mecz zakończył się zwycięstwem Đokovicia, 7:5, 6:4 mimo nierównej gry i popełnieniu kilkunastu prostych błędów. W rundzie trzeciej wygrał z Tommym Haasem (GER, 64) po dużo lepszej grze niż w meczu poprzednim, 6:2, 7:6(1). Kolejnym jego rywalem był Szwajcar Stan Wawrinka (16). Mecz był bardzo zacięty z wieloma fantastycznymi zagraniami ze strony obu zawodników. W drugim secie Serb przegrywał już 2:5, ale zdołał doprowadzić do wyrównania i ostatecznie wygrał. Oba sety zakończyły się w tie-breaku i w obu Đoković obronił piłkę setową. Wynik meczu: 7:6(7), 7:6(6). W ćwierćfinale zmierzył się z Andym Roddickiem (USA, 7). To wyraźnie nie był dzień Serba, który po prostu nie był sobą. Nic mu nie wychodziło i Roddick wygrał nadspodziewanie łatwo i szybko 6:3, 6:2. Tym samym Đoković nie obronił tytułu z zeszłego roku. Na konferencji po meczu powiedział: 

Ogólnie, to był bardzo zły dzień. Nie czułem piłki, nie czułem się komfortowo na korcie. To na pewno był jeden z najgorszych meczów jakie dotąd rozegrałem.

25 marca rozpoczął się turniej w Miami (kategoria 1000). Tam w poprzednim roku Serb przegrał już w swoim pierwszym meczu z kwalifikantem, Kevinem Andersonem. Była to druga runda i od tej samej fazy turnieju Đoković rozpoczął rywalizację w tym roku, gdyż pierwszą rundę, podobnie jak w Kalifornii miał wolną. W drugiej pewnie wygrał z kwalifikantem, Frankiem Dancevicem (CAN, 117) 6:3, 6:2. W trzeciej rundzie spotkał się z Francuzem, Paulem-Henri Mathieu (33). W meczu popisał się znakomitą skutecznością: w drugim secie nie przegrał ani jednego punktu po pierwszym serwisie, a po drugim przegrał tylko jeden. W całym meczu stracił jedynie 8 punktów przy swoim podaniu, co sprawiło, że pewnie wygrał 6:4, 6:1. W czwartej rundzie gładko pokonał Tomáša Berdycha (CZE, 22), 6:3, 6:2. Dotąd Serb wygrywał swoje mecze pewnie i szybko, jednak w ćwierćfinale już tak łatwo mogłoby nie być, gdyż kolejnym jego rywalem był Jo-Wilfried Tsonga (FRA, 11), z którym Đoković przegrał ostatnie cztery spotkania. Biorąc pod uwagę, że w tym turnieju Serb szedł jak burza, można się było domyślać, że może tym razem uda mu się przełamać złą passę i wygrać. Mimo kłopotów zdrowotnych na początku drugiego seta (ból żołądka), udało mu się obronić dwie piłki na przełamanie przy stanie 5:4 i ostatecznie wygrać 6:3, 6:4. Tym samym Serb poprawił bilans spotkań z Francuzem na 2-4. W półfinale zmierzył się z Rogerem Federerem (SUI, 2) i wygrał 3:6, 6:2, 6:3 awansując tym samym do pierwszego w tym sezonie finału turnieju rangi Masters 1000. O 13 w karierze tytuł zagrał z Andym Murrayem (GBR, 4). Po bardzo słabym początku (przegrywał 4:0 w pierwszym secie) i mimo prowadzenia w secie drugim 5:2 (już więcej gemów nie wygrał), nie wykorzystał żadnej z dwóch piłek setowych i ze względu na swoją złą grę przegrał 2:6, 5:7. Tym samym różnica w rankingu między trzecim Đokoviciem a czwartym Murrayem zmniejszyła się do 170 punktów. Kolejnym turniejem, w którym grał Serb, było Monte Carlo (kategoria 1000), które rozpoczęło walkę na nawierzchni ziemnej. Đoković grał poniekąd „u siebie”, ponieważ mieszka w tym mieście. W poprzednim roku poddał mecz w półfinale z Federerem. Turniej ten był również walką o pozycję numer 3 na świecie. Pierwszą rundę Đoković miał wolną. W drugiej zmierzył się z kwalifikantem, Óscarem Hernándezem (ESP, 65) i wygrał 6:1, 6:2 tracąc w drugim secie zaledwie 3 punkty przy swoim podaniu. W rundzie trzeciej wygrał z innym Hiszpanem, Albertem Montañésem (36), 6:1, 6:7(4), 6:0 w pierwszym secie tracąc tylko 1 punkt po pierwszym serwisie, a 5 w całym secie. W drugim secie prowadził już 5:3, miał piłkę meczową, ale jej nie wykorzystał i później serwował przy stanie 5:4. Jednak przerwa spowodowana opadami deszczu wyraźnie wybiła z rytmu Serba, który przegrał drugą odsłonę. W trzeciej jednak zdominował i podobnie jak w secie pierwszym stracił 5 punktów przy własnym podaniu (wszystkie po pierwszym serwisie) i miał aż 94% trafionego pierwszego serwisu. W ćwierćfinale zagrał z kolejnym, trzecim już Hiszpanem, Fernando Verdasco (8) i wygrał 6:2, 4:6, 6:3 (tym razem w pierwszym secie stracił jeden punkt po swoim podaniu, a 4 w całym secie, a w secie trzecim stracił 5 punktów) i w półfinale zmierzył się ze Stanislasem Wawrinką (SUI, 16). Mecz zakończył się zwycięstwem Serba, 4:6, 6:1, 6:3 mimo iż przegrywał w decydującym trzecim secie 0:2. Tym samym Đoković utrzymał trzecią pozycję, przynajmniej do turnieju w Rzymie. W drugim z rzędu finale spotkał się z Rafaelem Nadalem (1). Był to już czwarty Hiszpan, z którym Đoković zagrał w jednym turnieju i to na „jego” nawierzchni. Spotkanie było bardzo zacięte. Tylko jeden gem (Nadala) został wygrany do zera. W każdym, poza tym jednym, była walka na przewagi z długimi wymianami. Po 2 godzinach i 43 minutach mecz zakończył się wynikiem 3:6, 6:2, 6:1 na korzyść Nadala. Đoković grał również w deblu w parze ze swoim rodakiem, Viktorem Troickim. W pierwszej rundzie Serbowie grali z parą brazylijską, Melo/Sá (ranking deblowy: 22) i wygrali pewnie 6:1, 6:4 w zaledwie 55 minut. W drugiej rundzie wygrali z parą Coetzee/Kerr (ranking deblowy: 8) 6:4, 6:4 i w ćwierćfinale zagrali z trzecią parą na świecie, Bhupati/Knowles. Po zaciętym spotkaniu nieoczekiwanie wygrali 6:4, 4:6, 12:10. Mimo że prowadzili w super-tiebreaku już 9:4 i mieli 5 piłek meczowych z rzędu, stracili 6 kolejnych punktów dając tym samym piłkę meczową rywalom. Jak się okazało jedyną, bo Serbowie wygrali kolejne dwa punkty i niespodziewanie wyeliminowali światową trójkę. W półfinale zmierzyli się z parą Nestor/Zimonjić (2) i przegrali 6:4, 1:6, 5–10. Mimo wszystko dzięki temu Đoković awansował w rankingu deblowym z 552 na 204. miejsce, a Viktor Troicki ze 139 na 98. miejsce. Można powiedzieć, że Monte Carlo w tym roku dla Đokovicia to turniej-marzenie: w 5 meczach, pokonał 3 (z rzędu) na 4 Hiszpanów, na nawierzchni, której są specjalistami; utrzymał trzecią pozycję w rankingu; w pierwszym turnieju w tym sezonie na mączce, która nie jest jego ulubioną nawierzchnią, osiągnął finał; był to drugi z rzędu finał w przeciągu dwóch tygodni i to na dwóch różnych nawierzchniach (ostatni raz dwa finały z rzędu osiągnął w roku 2007 w Indian Wells i Miami, oba na kortach twardych); występując dopiero drugi raz w parze z Viktorem Troickim awansowali aż do półfinału debla pokonując po drodze światową ósemkę i trójkę. Każdy kolejny turniej będzie teraz dla Đokovicia walką o trzecią pozycję w rankingu, ponieważ ma bardzo dużo punktów do obrony, a czwarty Andy Murray może dużo punktów zyskać (w poprzednim sezonie na kortach ziemnych przegrywał już na początku). Nawet jeśli Serb powtórzy rezultaty z poprzedniego roku (półfinały) w każdym tegorocznym turnieju na czerwonej mączce, może spaść na miejsce czwarte. W Rzymie (ATP 1000) Đoković był obrońcą tytułu. Tylko obrona gwarantowała mu utrzymanie się na trzecim miejscu w rankingu (miał tylko 110 punktów przewagi nad Murrayem). Pierwszą rundę tradycyjnie Đoković miał wolną. W drugiej spotkał się z Albertem Montañésem (ESP, 33) i wygrał 7:6(5), 6:0. W trzeciej wygrał gładko z Tommym Robredo (ESP, 17) 6:1, 6:1. W ćwierćfinale zmierzył się z Juanem Martínem del Potro (ARG, 5) i wygrał 6:3, 6:4. W półfinale grał z Rogerem Federerem (SUI, 2). Pierwszego seta przegrał 4:6. W drugim secie przegrywał już 1:3, aby wygrać 6:3. W trzecim secie stało się dokładnie to samo i końcowy wynik to: 4:6, 6:3, 6:3 na korzyść Serba. Był to 39. mecz rozegrany przez niego w tym roku i 30. wygrany. Po raz pierwszy w karierze Đoković awansował trzeci raz z rzędu do finału turnieju i po raz pierwszy będzie miał możliwość bronić tytułu. W finale zmierzył się po raz drugi z rzędu z Rafaelem Nadalem (ESP, 1) i przegrał 6:7(2), 2:6. Tym samym od dnia 11 maja po 90 tygodniach bycia trzecią rakietą świata, Đoković będzie zajmował czwartą pozycję w rankingu światowym za Andym Murrayem.
Kolejnym turniejem, w którym Serb grał, był rozgrywany po raz pierwszy w historii turniej Serbia Open (ATP 250 Series). W rodzinnym mieście Đoković pierwszą rundę miał wolną, a w drugiej spotkał się ze swoim przyjacielem Janko Tipsareviciem (SRB, 63). Po dwóch godzinach wygrał 6:2, 4:6, 6:0, a w ćwierćfinale pokonał innego swojego kolegę, Viktora Troickiego (SRB, 38) 6:3, 6:2. W półfinale wygrał z Andreasem Seppim (ITA, 36) w trzech setach: 4:6, 6:1, 6:2 (popełniając 29 niewymuszonych błędów w pierwszym secie, a 49 w całym meczu) i czwartym z rzędu finale zagrał z Łukaszem Kubotem (POL, 179), dla którego był to pierwszy finał singlowy turnieju ATP w karierze. Mecz zakończył się wynikiem 6:3, 7:6(0), dla Serba, chociaż w pierwszym secie prowadził już 5:1 i serwował, a w drugim przegrywał 2:5. Jednak ostatecznie wygrał w dwóch setach i został pierwszym zwycięzcą Serbia Open. Widoczne jednak było już zmęczenie, stąd zapewne duża liczba niewymuszonych błędów, chociaż w finale popełnił ich tylko 21.
W poprzednim sezonie turniej madrycki rozgrywany był w hali na twardej nawierzchni w październiku. W tym roku po raz pierwszy był rozgrywany na kortach otwartych i na nawierzchni ziemnej. Po raz pierwszy również od sierpnia 2007 roku Đoković, był w turnieju rozstawiony z numerem 4. Pierwszą rundę miał wolną. W drugiej wygrał z Óscarem Hernándezem (ESP, 65) 6:3, 6:3, a w trzeciej z Andreasem Seppim (ITA, 36) 6:4, 6:4. W ćwierćfinale pokonał Ivana Ljubičicia (CRO, 54) 6:4, 6:4 i w półfinale zagrał po raz 18 z Rafaelem Nadalem. Po bardzo zaciętym meczu trwającym 4 godziny i 2 minuty, jednak przegrał 6:3, 7:6(5), 7:6(9). W decydującym tie-breaku miał 3 piłki meczowe, ale to nie on popełnił błędy, tylko Hiszpan, który wykorzystał drugą piłkę meczową grał wtedy tak, że Serb był bez szans. Đoković grał też w deblu z innym Serbem, Dušanem Vemiciem. W pierwszej rundzie pokonali parę Coetzee/Kerr 7:6(4), 6:3, a w drugiej Melo/Sa 6:2, 7:6(9). W ćwierćfinale przegrali z parą Aspelin/Moodie 6:4, 3:6, 9:11. Na konferencji pomeczowej po singlowym półfinale powiedział: „To się zdarza ostatnio zbyt często. Jestem bardzo rozczarowany tym, że gram tak dobrze i ciągle nie mogę wygrać. Wydaje mi się, że zagrałem najlepszy mecz na tej nawierzchni. Jestem zadowolony z kilku ostatnich meczów jakie rozegrałem na mączce, a także z tego, że byłem tylko o jeden punkt od zwycięstwa. Nie wiem, następnym razem prawdopodobnie wezmę dwie rakiety przy piłce meczowej. Nie wiem co zrobię.
Kolejnym turniejem w jakim grał Đoković był drugi w tym roku wielkoszlemowy turniej w Paryżu. W pierwszej rundzie zmierzył się z Ekwadorczykiem, Nicolásem Lapenttim (102) i przy prowadzeniu Serba 5:2 w pierwszym secie, Lapentti podkręcił staw skokowy i przy wyniku 6:3, 3:1 dla Đokovicia, skreczował. W drugiej rundzie spotkał się z Serhijem Stachowskim (UKR, 110). Po 90 minutach gry wynik brzmiał: 6:3, 6:4 na korzyść Serba, kiedy mecz został przełożony na dzień następny z powodu zapadających ciemności. W pierwszym secie Đoković grał bardzo dobrze, 84% pierwszego serwisu, popełnił tylko 4 niewymuszone błędy i miał aż 14 piłek kończących. Przy własnym podaniu stracił zaledwie 5 punktów. Set drugi to szybka strata serwisu w efekcie czego Ukrainiec prowadził już 4:1. Đoković zdołał wygrać kolejne pięć gemów i zakończyć seta, w którym popełnił 9 niewymuszonych błędów, a 12 piłek było kończących. Następnego dnia rozegrał tylko jednego seta i po 35 minutach wygrał 6:1, choć prowadził już 5:0 i serwował, ale dwa dropszoty zagrane trochę dla zabawy dały dwa break-pointy Stachowskiemu, który wykorzystał pierwszą okazję wygrywając jedynego gema w tym secie. Serb popełnił w ostatnim secie 7 niewymuszonych błędów i zanotował 11 uderzeń kończących. W 3 rundzie zmierzył się z Philippem Kohlschreiberem (GER, 31) i dość nieoczekiwanie przegrał 4:6, 4:6, 4:6. W pierwszym secie Serb prowadził już 4:1, ale dał się dogonić na 4:4, by ostatecznie przegrać pierwszą odsłonę 4:6. W drugiej od początku gra się nie układała, przegrywał już 1:5, a przy stanie 2:5 obronił 3 piłki setowe, przy trzeciej grając kapitalnego dropszota. Ostatecznie przegrał drugiego seta 4:6, a w trzecim dał się przełamać przy stanie 4:4 i koniec turnieju stał się faktem. Tym samym jest to najgorszy wynik Đokovicia w tym turnieju od roku 2005, kiedy to przegrał w drugiej rundzie. W ostatnich dwóch latach docierał do półfinałów w obu przypadkach przegrywając z Nadalem. Tym razem wyraźnie nie był to jego dzień, a Niemiec zasłużenie wykorzystał słabszą dyspozycję Đokovicia. Być może, podobnie jak w poprzednim roku na Wimbledonie, Đokovicia dopadł kryzys fizyczny. Świadczy o tym choćby liczba niewymuszonych błędów: 38. Po meczu powiedział: „To co było najbardziej rozczarowujące, to to, że przez cały mecz nie mogłem znaleźć swojego rytmu. To jest to, co zawsze robiłem. Próbowałem się nie frustrować dużą liczbą niewymuszonych błędów, starałem się być pozytywnym i czekać na swoje szanse. On mi nie dawał zbyt dużo szans, ale ja też za bardzo na nie nie pracowałem. To był problem. Grałem dzisiaj zbyt pasywnie, a on grał bardzo solidnie zza linii, więc gratulacje dla niego oczywiście. Nie mam wytłumaczenia dlaczego tak się stało. Fizycznie czułem się dobrze, to był po prostu zły dzień. Co możesz zrobić? Taki jest sport. Najtrudniejsze było dzisiaj do skontrolowania poruszanie się przy returnach. Nie umiałem się dobrze ustawiać, więc próbowałem w lewo, w prawo, do tyłu, do przodu, próbowałem znaleźć odpowiednią strefę. Naprawdę nie mogłem tego dopracować. Moje nogi były unieruchomione. Na Wimbledonie nie mogę pozwolić sobie na taką wydajność jak dzisiaj. Nie mogę pozwolić sobie na taką defensywną grę. To nie ja. To nie jest moja gra. W porządku, dzisiaj przegrałem, jestem rozczarowany, ale muszę skupić się na kontynuowaniu sezonu i mam nadzieję na dobre wyniki na kortach trawiastych.” Na pytanie o wzniesienie rąk do nieba po wygrywającym zagraniu w trzecim secie, z uśmiechem powiedział: „Nie mogłem uwierzyć, że zrobiłem wygrywający forehand po trzech setach. Dlatego.”
Đoković wystąpił po raz pierwszy w turnieju w Halle, w którym przygotowywał się do trzeciego Wielkiego Szlema – Wimbledonu. W poprzednim roku grał w Queen’s Clubie, gdzie przegrał w finale z Nadalem po zaciętym spotkaniu. Teraz postanowił jechać do Niemiec i w pierwszej rundzie zagrał z Simone Bolellim (ITA, 66). Wygrał 7:5, 6:2 i w rundzie drugiej zmierzył się z Florentem Serrą (FRA, 56). W pierwszym secie do stanu 5:6 stracił zaledwie 3 punkty przy własnym serwisie i w świetnym stylu obronił 2 piłki setowe, popełniając przy trzeciej jedyny podwójny błąd w meczu. W secie drugim przy stanie 2:5 obronił 3 piłki meczowe, później kolejną przy stanie 3:5 i 4:5. Ostatecznie jednak wygrał tego seta z 2:5 i 0:40 na 7:5, popełniając (wbrew pozorom) tylko 6 niewymuszonych błędów. Set trzeci rozpoczął się od przełamania serwisu Francuza od razu na początku, szczęśliwie, bo po taśmie. Później przełamał go jeszcze dwukrotnie i wykorzystał pierwszą piłkę meczową. Wynik meczu: 5:7, 7:5, 6:1. Ćwierćfinał był zdecydowanie innym meczem. Z Jürgenem Melzerem (AUT, 28) szybko i pewnie (w godzinę i sześć minut) wygrał 6:1, 6:4 popełniając w całym meczu zaledwie 8 niewymuszonych błędów (po 4 w secie). W półfinale walczył z kwalifikantem Olivierem Rochusem (BEL, 136). W pierwszym secie prowadził już 3:0 i 4:1, a przy stanie 5:4 miał 3 piłki setowe przy serwisie rywala. Ten jednak zdobył 5 kolejnych punktów i set zakończył się w tie-breaku, w którym Novak obronił dwie piłki setowe. Set drugi bez większych problemów padł łupem Serba, który wykorzystał trzecią piłkę meczową i zakończył mecz rezultatem 7:6(7), 6:4. W swoim szóstym w tym sezonie finale zmierzył się z grającym z „dziką kartą” Tommym Haasem (GER, 41). Od początku mecz układał się po myśli Niemca, który w pierwszym secie szybko i pewnie wygrywał swoje gemy serwisowe, raz przełamując serwis Đokovicia. W secie drugim Serb obronił dwa break pointy i set zakończył się tie-breakiem szczęśliwie przez niego wygranym (Haas popełnił w nim aż 3 podwójne błędy serwisowe, w tym przy piłce setowej). W secie trzecim już w drugim gemie Novak przegrał swój serwis popełniając podwójny błąd serwisowy. Wydawało się, że złamanie rakiety pomogło, gdyż chwilę później miał 40:0 przy serwisie Haasa. Jednak wszystkie 3, a potem jeszcze jeden break point Niemiec obronił, a w kolejnych gemach trochę szczęścia, które mu pomagało wyraźnie wybiło z rytmu Serba, który przy stanie 1:4 dał się drugi raz przełamać. I tak mecz zakończył się wynikiem: 3:6, 7:6(4), 1:6. Biorąc jednak pod uwagę, że Novak mógł (i powinien) przegrać już w drugiej rundzie, gdzie obronił 5 piłek meczowych, powinien być zadowolony z osiągniętego finału. W deblu w parze z Viktorem Troickim wygrał pierwszą rundę z parą Knowle/Melzer 7:5, 3:6, 10:6, a w ćwierćfinale po zaledwie 41 minutach gładko przegrali z deblem Kiefer/Zverev 1:6, 1:6. W pierwszej rundzie Đoković wygrał z Julienem Benneteau 6:7(8), 7:6(1), 6:2, 6:4. W drugiej rundzie rywalem Novaka był Simon Greul. Po dwóch i pół godzinie meczu, zwyciężył 7:5, 6:1, 6:4. W rundzie trzeciej Novak zagrał z Mardy Fishem. Biorąc pod uwagę, że od kilku meczów Serb nie jest w swojej szczytowej formie, to spotkanie wydawało się, że będzie trudne i zacięte. Jednak tym razem Đoković grał bardzo dobrze, jak w swoich najlepszych meczach, a Amerykanin nie mógł znaleźć swojego rytmu gry i Novak pokonał Fisha 6:4, 6:4, 6:4 i awansował do 1/8 finału. Tam spotkał się z Dudim Selą. Zwyciężył 6:4, 6:2, 6:1. W ćwierćfinale przegrał z Tommym Haasem, wynikiem 5:7, 6:7(6), 6:4, 3:6.
Dwa tygodnie później Serb zagrał w turnieju w Umag, ale tylko w deblu w parze ze swoim młodszym bratem, Marko. W pierwszej rundzie bracia zmierzyli się z Potito Starace i Fabio Fogninim. Po godzinie gry przegrali 0:6, 5:7. Teraz Novak gra w turnieju w Montrealu, który jest rozgrywany na jego ulubionej nawierzchni, czyli kortach twardych. Pierwszą rundę Serb miał wolną. W drugiej zmierzył się z Peterem Polanskym (CAN, 225), występującym dzięki „dzikiej karcie”. Pierwszy mecz po miesięcznej przerwie nie był zbyt porywający, ale zakończył się zgodnie z planem. Novak miał aż 10 szans na przełamanie, a wykorzystał tylko dwie. Poza tym miał spore problemy z serwisem. Już na początku meczu stracił swoje podanie przegrywając 0:3. Popełnił też 7 podwójnych błędów serwisowych, ale zanotował też 8 asów. W drugim secie obaj mieli szansę na przełamanie, jednak żaden jej nie wykorzystał, co doprowadziło do zaciętego tie-beaka. Po dwóch godzinach gry, wynik brzmiał: 6:4, 7:6(6). W trzeciej rundzie rywalem Serba był Michaił Jużny (RUS, 65). Obaj panowie ostatni raz grali ze sobą również w 3 rundzie i również 13 sierpnia. Było to na Igrzyskach Olimpijskich w Pekinie, gdzie wygrał Đoković. Scenariusz sprzed dokładnie roku się powtórzył, mimo iż Serb na początku ponownie nie radził sobie z serwisem popełniając 2 podwójne błędy w gemie otwarcia i tracąc własne podanie. Później jednak mimo zdarzających się błędów, do końca meczu grał na dobrym poziomie co zaowocowało łatwym wynikiem: 6:3, 6:4. W ćwierćfinale jego przeciwnikiem był Andy Roddick (USA, 5), z którym Serb przegrał ostatnie dwa spotkania (oba w ćwierćfinałach). Teraz było podobnie. Po dobrej walce przegrał jednak z Amerykaninem 4:6, 6:7(4) popełniając w tie-breaku dwa podwójne błędy serwisowe. Đoković grał również w deblu z Dušanem Vemiciem przeciwko parze Nadal/Roig. Serbowie przegrali 5:7, 4:6, mimo iż w pierwszym secie zdobyli o 3 punkty więcej i mieli lepsze statystyki punktowe (po swoim serwisie i po serwisie rywala). W secie drugim zadecydowało jedno przełamanie, ale tym razem statystyki przemawiały wyraźnie na korzyść rywali. Serbski debel zdobył tylko 2 punkty przy serwisie przeciwników w całym secie.
Dwa tygodnie przed US Open Novak zaliczył udany start w turnieju na kortach twardych w Cincinnati. W pierwszej rundzie, jako rozstawiony z numerem 4, miał wolny los. W drugiej zmierzył się z Chorwatem Ivanem Ljubičiciem. Zwyciężył 7:6, 6:4. W kolejnym meczu zmierzył się z reprezentantem Francji Jérémym Chardym. W tym meczu także wygrał, tym razem w stosunku 7:5, 6:3. W ćwierćfinale przyszło mu grać także z Francuzem, Gilles’em Simonem. Po wygranej 6:4, 7;5 doszło do ekscytującej konfrontacji z Hiszpanem Rafaelem Nadalem, z którym nadspodziewanie łatwo wygrał 6:1, 6:4. W finale czekał na niego Roger Federer ze Szwajcarii, i wiadomo było, że czeka go trudny mecz. Đoković przegrał w dwóch setach 1:6, 5;7. Jednak start mógł zaliczyć do udanych i udowodnił, że przed US Open był w znakomitej dyspozycji, tym bardziej że z wyjątkiem finału, w całym turnieju nie stracił seta. W US Open w pierwszej rundzie wylosował drugi raz z rzędu Ivana Ljubičicia z Chorwacji. Z tego pojedynku po bardzo dobrej grze wyszedł zwycięsko 6:3, 6:1, 6:3. W następnej kolejce zagrał z Australijczykiem Carstenem Ballem. Mecz ten również wygrał bez problemu 6:3, 6:4, 6:4. W trzeciej rundzie trafił na Jesse’ego Wittena, który rozegrał fantastyczne spotkanie i postawił Serbowi trudne warunki. Doświadczenie Novaka jednak zaprocentowało w najważniejszych momentach, dlatego też wygrał 6:7, 6:3, 7;6, 6:4. W następnym meczu przyszło mu zmierzyć się z Czechem Radkiem Štěpánkiem. Z tym rywalem poszło mu znacznie łatwiej, zwyciężył 6:1, 6:3, 6:3. Ćwierćfinał to trudny, ale wygrany pojedynek z Fernando Verdasco w stosunku 7:6, 1:6, 7:5, 6:2. Z Rogerem Federerem rozegrał zacięty pojedynek, jednak po walce przegrał 6:7(3), 5:7, 5:7. Dzięki awansowi do półfinału, Serb zarezerwował sobie bilet na Puchar Mistrzów, który odbędzie się pod koniec listopada w Londynie.
Na kortach zeszłorocznych Igrzysk Olimpijskich, gdzie Serb zdobył brązowy medal, tym razem odbywa się turniej kategorii 500. Đoković w pierwszej rundzie wygrał z Victorem Hănescu (ROU, 27) 6:3, 7:5, z kolei w drugiej w zaledwie godzinę rozprawił się ze swoim przyjacielem Viktorem Troickim (SRB, 28) 6:3, 6:0. W ćwierćfinale ograł Fernando Verdasco 6:3, 1:6, 6:1, a półfinałowe zwycięstwo nad Robinem Söderlingiem (SWE, 11) 6:3, 6:3 sprawiło, że od 19 października powróci na miejsce nr 3 w światowym rankingu. W swoim ósmym tegorocznym finale zagrał z Marinem Čiliciem (CRO, 15). Początek był nerwowy w wykonaniu Serba, który już w swoim pierwszym gemie serwisowym dał 3 break-pointy (ostatecznie wygrał serwis), w trzecim kolejne dwa. Ponownie udało mu się je obronić, ale zaraz po tym (przy stanie 2:2 i 40:40) zaczął padać ulewny deszcz. Przerwa uspokoiła grę Đokovicia, który od momentu powrotu na kort wygrał kolejne 4 gemy dając Chorwatowi po drodze jeszcze jednego break-pointa, ale podania nie stracił i zakończył partię 6:2. W całym secie obronił wszystkie 6 break-pointów. Set drugi rozpoczął się od przełamania serwisu Novaka już w pierwszym gemie serwisowym, dzięki czemu Čilić wyszedł na prowadzenie 2:0, a potem 3:1. Serbowi udało się odrobić stratę i wyjść na 4:3. Po wygraniu przez Čilicia swojego podania na 4:4, obaj panowie nie potrafili utrzymać swojego podania. Chorwat dwukrotnie serwował, aby zakończyć seta (przy stanie 5:4 i 6:5), jednak Đokovićovi za każdym razem udawało się wyrównać stan gemów. Tym samym doszło do tie-breaka, w którym Novak wyszedł na prowadzenie 5:2, i ostatecznie wygrał do 4. Końcowy rezultat: 6:2, 7:6(4). Dzięki temu zdobył trzeci w tym roku, a czternasty w karierze tytuł.
W turnieju kategorii 1000 w Szanghaju, Serb był obrońcą tytułu. Pierwszą rundę miał wolną, a w drugiej zagrał z kwalifikantem, Fabio Fogninim (ITA, 66). Szybko i łatwo wygrał 6:3, 6:1, podobnie jak w trzeciej rundzie z Rainerem Schüttlerem (GER, 99), gdzie wynik brzmiał 6:4, 6:2. W ćwierćfinale zmierzył się z groźnym Gilles’em Simonem (FRA, 10). Po bardzo zaciętym meczu wygrał 6:3, 2:6, 6:2 odnosząc tym samym czwarte z rzędu zwycięstwo nad solidnym Francuzem. W półfinale Đoković przegrał po długiej, trwającej niewiele ponad 3 godziny walce z Nikołajem Dawydienko (RUS, 8) 6:4, 4:6, 6:7(1), jednak mimo porażki, od 19 października wróci na trzecie miejsce w rankingu światowym. W pierwszej rundzie turnieju Davidoff Swiss Indoors odbywającego się w Szwajcarii (kategoria 500), Novak zagrał z Andreasem Beckiem (GER, 33) i wygrał 6:3, 7:5. W drugiej spotkał się z Janem Hernychem (CZE, 59). Po raz pierwszy w karierze udało mu się wygrać mecz 6:0, 6:0 po 52 minutach (w drugim secie stracił zaledwie 2 punkty przy swoim podaniu, w tym jeden po podwójnym błędzie serwisowym). W ćwierćfinale po zaciętym spotkaniu pokonał Stanislasa Wawrinkę (SUI, 21) 3:6, 7:6(5), 6:2. W półfinale po równie zaciętym meczu wygrał z Radkiem Štěpánkiem 6:7(4), 7:5, 6:2 broniąc w drugim secie trzy piłki meczowe (przy prowadzeniu Czecha 5:4 i serwisie Serba, było 0:40). O swój czwarty w tym sezonie i piętnasty ogólnie tytuł zmierzył się z faworytem gospodarzy Rogerem Federerem (SUI, 1). Ostatni gem pierwszego seta trwał aż 22 minuty. W tym czasie Federer miał 4 szanse na przełamanie rywala, a Novak aż 6 piłek setowych. Wykorzystał dopiero siódmą i zakończył trwającego 50 minut seta 6:4. W drugim nie zdołał utrzymać swojego podania, przy stanie 4:5 i przegrał 4:6. Trzeci set potoczył się szybko. Od prowadzenia Serba 4:0 panowie grali z regułą własnego podania. Wynik meczu: 6:4, 4:6, 6:2. Tym samym Novak poprawił bilans spotkań z Rogerem na 5-9.
Tuż po zwycięstwie w Bazylei, Serb przyjechał do Paryża, gdzie odbywa się ostatni w tym sezonie turniej kategorii 1000. Pierwszą rundę tradycyjnie miał wolną, w drugiej zagrał z Juanem Mónaco (ARG, 31). Wygrał 6:3, 7:5, choć w drugim secie przy stanie 2:2 coś się zacięło w grze Serba, przez co musiał bronić dwóch piłek setowych (przy stanie 2:5, 15:40), aby ostatecznie wygrać 5 kolejnych gemów. W trzeciej rundzie łatwo wygrał z kwalifikantem, Arnaudem Clément (FRA, 93) 6:2, 6:2. W ćwierćfinale po zaciętym meczu wygrał z Robinen Söderlingiem (SWE, 10) 6:4, 1:6, 6:3. W półfinale po fantastycznym meczu z Rafaelem Nadalem (ESP, 2) wygrał łatwo 6:2, 6:3. Co warte odnotowania, w pierwszym secie od stanu 3:2 dla Serba, Hiszpan nie wygrał ani jednego punktu! (!) Đoković awansował do swojego dziesiątego finału w tym roku, i piątego w turnieju kategorii 1000. W finale zagrał z Gaëlem Monfilsem (FRA, 15). Pierwszy set Novak wygrał szybko i pewnie 6:2, a w drugim prowadził już 3:0, aby ostatecznie tę partię przegrać 5:7. Trzeci set to ekscytujące zwroty akcji. Szybkie przełamanie Đokovicia na 2:0, potem natychmiastowe odrobienie strat przez Monfilsa na 2:1 i kolejne przełamanie Serba i prowadzenie 4:1. Później nagle zrobiło się po 4 i set musiał zakończyć się w tie-breaku, którego Novak wygrał dość pewnie zdobywając piłkę meczową podwójnym błędem serwisowym Francuza. Wynik finału: 6:2, 5:7, 7:6(3). Tym samym Novak po raz pierwszy w karierze wygrał dwa turnieje z rzędu (przed tygodniem w Bazylei) i jako jedyny zawodnik w Tourze rozegrał aż 10 finałów w tym sezonie! Prowadzi też w klasyfikacji rozegranych i wygranych meczów w tym roku: 94 mecze, 76 wygranych.
W turnieju kończącym sezon Novak Đoković trafił do grupy B razem z Hiszpanem Rafaelem Nadalem, Rosjaninem Nikołajem Dawydienko i Szwedem Robinem Söderlingiem. W grupie A znajdują się Szwajcar Roger Federer, Brytyjczyk Andy Murray i Hiszpan Fernando Verdasco. W poprzednim sezonie Serb również grał z Dawydienką, najpierw w grupie, potem w finale. Oba spotkania wygrał. Söderlinga i Nadala pokonał przed tygodniem w Paryżu, odpowiednio w ćwierćfinale i półfinale. W swoim pierwszym meczu z Dawydienką po zaciętym boju zrewanżował się Rosjaninowi za ostatnią porażkę w Szanghaju zwyciężając 3:6, 6:4, 7:5. Drugi mecz Serb rozegrał z Robinem Söderlingiem. Po niesamowicie zaciętym pierwszym secie zakończonym w tie-breaku i przegranym przez Đokovicia, w drugim widać było, że Serb stracił wiarę w zwycięstwo i całkowicie oddał inicjatywę Szwedowi. Wynik meczu: 6:7(5), 1:6. Aby mieć nadzieję na awans do półfinału, ostatni mecz grupowy Novak musiał wygrać. I wygrał pokonując Rafaela Nadala 7:6(5), 6:3 i tym samym o awansie Serba zadecydował mecz Dawydienko-Söderling. Aby Đoković awansował, Söderling musiał wygrać z Rosjaninem jednak po zaciętym meczu zwyciężył Dawydienkę. Tym samym mecz z Nadalem był dla Novaka ostatnim, 97 meczem w tym sezonie, a 78 wygranym. Trzeci już rok z rzędu Serb kończy sezon na miejscu 3 w rankingu światowym.

### 2010
W 2010 Đoković wygrał dwa turnieje: w Dubaju i Pekinie. Również dotarł do finału US Open 2010, gdzie przegrał z Rafaelem Nadalem wynikiem 4:6, 7:5, 4:6, 2:6.

### 2011

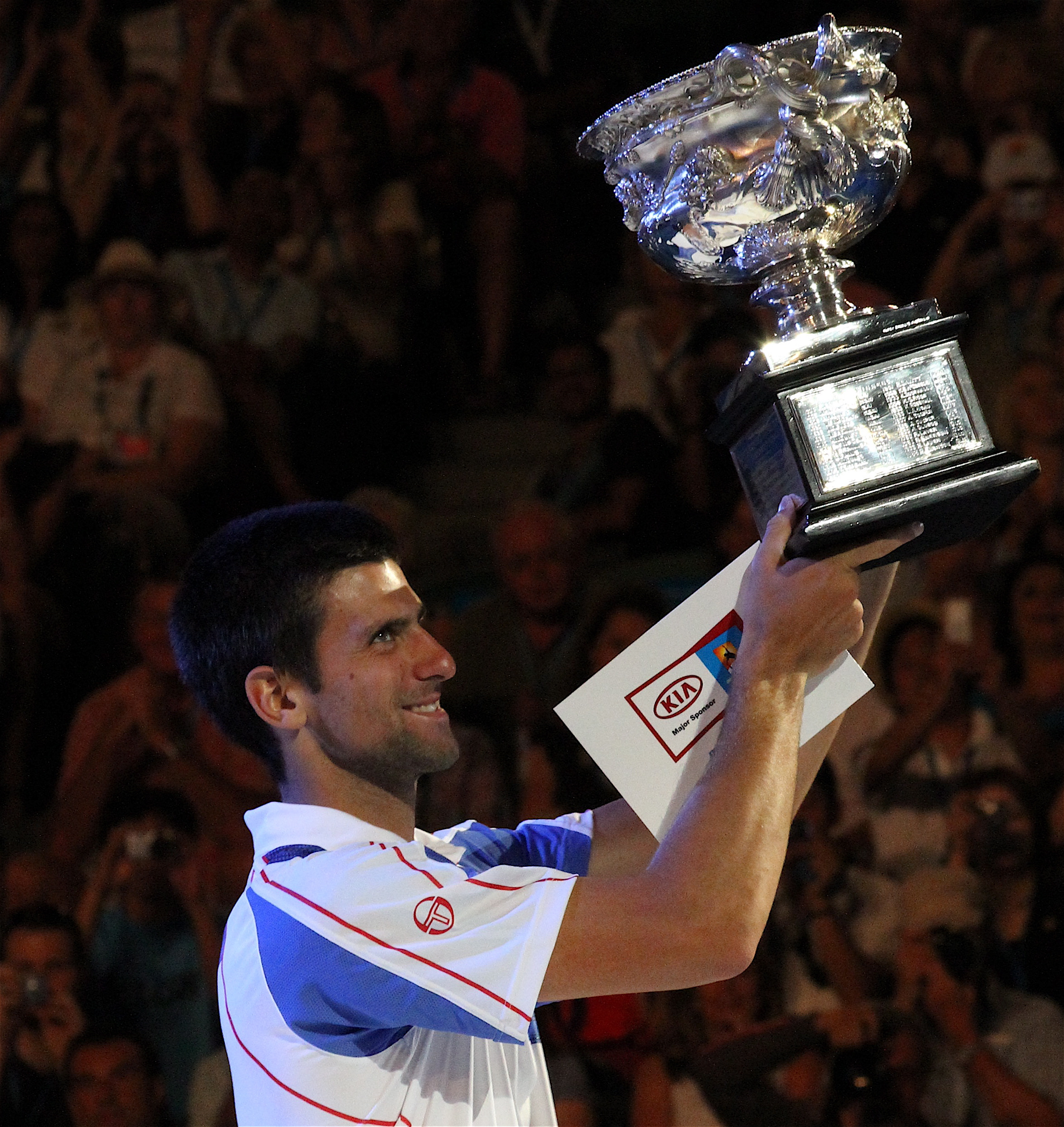
Australian Open 2011

W 2011 Đoković wygrał swoje pierwsze 41 meczów (łącznie wygrał 43 meczów z rzędu), w tym finały turniejów Australian Open 2011, w Dubaju, w Indian Wells, w Miami, w Belgradzie, w Madrycie, oraz w Rzymie. Dopiero przegrał w półfinale French Open 2011 z Rogerem Federerem wynikiem 6:7, 3:6, 6:3, 6:7. 3 lipca 2011 roku wygrał Wimbledon pokonując w finale Rafaela Nadala 6:4, 6:1, 1:6, 6:3. Po tym turnieju po raz pierwszy w swojej karierze objął prowadzenie w rankingu ATP. Przed startem w US Open Đoković wziął udział w dwóch turniejach – w Montrealu i Cincinnati. Pierwszy turniej wygrał, po zwycięstwie nad Mardym Fishem 6:2, 3:6, 6:4, natomiast w finale drugiego turnieju skreczował, przy stanie 4:6, 0:3 dla rywala – Andy’ego Murraya. 12 września 2011 roku Đoković wygrał US Open, w finale pokonując Rafaela Nadala 6:2, 6:4, 6:7, 6:1.

### 2012
Sezon 2012 rozpoczął od udziału w wielkoszlemowym Australian Open. W pierwszej rundzie pokonał on Włocha Paolo Lorenzi w trzech setach: 6:2, 6:0, 6:0. W kolejnym spotkaniu szybko zwyciężył Kolumbijczyka Santiago Giraldo tracąc w tym spotkaniu jedynie sześć gemów. W trzeciej rundzie wygrał z obchodzącym tego dnia urodziny Francuzem – Nicolasem Mahutem. Mecz zakończył się wynikiem 6:0, 6:1, 6:1. W czwartej rundzie wygrał z reprezentantem gospodarzy, Lleytonem Hewittem, rozstawionym z dziką kartą. Serb w ćwierćfinale spotkał się z numerem piątym turnieju, Hiszpanem Davidem Ferrerem. Pojedynek zakończył się zwycięstwem Đokovicia 6:4, 7:6 (4), 6:1. W spotkaniu półfinałowym zmierzył się ze Szkotem Andym Murrayem. I tym razem zwyciężył Serb, lecz tym razem po pięciu setach: 6:3, 3:6, 6:7(4), 6:1, 7:5. W meczu o mistrzostwo, obrońca tytułu zmierzył się z Rafaelem Nadalem, zwycięzcą Australian Open z 2009 roku. Mecz na twardych kortach w Melbourne Park trwał pięć godzin i 53 minuty i był to najdłuższy finał turnieju wielkoszlemowego w historii. Jego zwycięzcą okazał się Novak Đoković, który pokonał rywala po pięciu setach walki 5:7, 6:4, 6:2, 6:7(5), 7:5. Było to trzecie zwycięstwo Serba w wielkoszlemowym turnieju w Australii.
W turnieju rangi Masters w Miami Serb odniósł zwycięstwo. W turnieju nie odniósł straty ani jednego seta. W finale pokonał Szkota Andy’ego Murraya 6:1, 7:6(4). Było to trzecie zwycięstwo Đokovicia w tym turnieju. W turnieju Masters w Monte Carlo zdołał dojść do finału. W ostatnim meczu uległ Rafaelowi Nadalowi 3:6, 1:6. W Rzymie Serb ponownie osiągnął finał, w którym znów lepszy okazał się Nadal. Mecz zakończony został wynikiem 5:7, 3:6.
W wielkoszlemowym French Open doszedł do finału. We wcześniejszych pojedynkach wygrał m.in. z Potito Staracem, Blažem Kavčičem, Nicolasem Devilderem i Andreasem Seppim. W ćwierćfinale pokonał Jo-Wilfrieda Tsongę, mimo że Francuz posiadał piłki meczowe. Półfinałowym rywalem Serba był Roger Federer, z którym wygrał 6:4, 7:5, 6:3. W finale spotkał się z Rafaelem Nadalem, sześciokrotnym zwycięzcą turnieju na kortach Rolanda Garrosa. Pojedynek przy stanie 4:6, 3:6, 6:1, 2:1 rozstał przerwany i przełożony na następny dzień. W poniedziałek Nadal pokonał Serba w czwartym secie, a cały mecz zakończył się wynikiem 4:6, 3:6, 6:1, 5:7.
W wielkoszlemowym Wimbledonie Serb awansował do półfinału. Przed przegranym 3:6, 6:3, 4:6, 3:6 pojedynkiem z Rogerem Federerem pokonał Juana Carlosa Ferrero, Ryana Harrisona, Radka Štěpánka i Viktora Troickiego, a w ćwierćfinale także Floriana Mayera. Na przełomie lipca i sierpnia brał udział w olimpijskim turnieju rozgrywanym podczas Letnich Igrzysk Olimpijskich 2012. W grze pojedynczej osiągnął czwarte miejsce po porażce w półfinale z Andym Murrayem i w meczu o trzecie miejsce z Juanem Martínem del Potro. W grze podwójnej Serb zakończył swój udział na pierwszej rundzie. Razem z Viktorem Troickim przegrali 6:7(8), 3:6 z Johanem Brunströmem i Robertem Lindstedtem. W Toronto obronił tytuł zdobyty rok wcześniej. W finałowym spotkaniu pokonał Richarda Gasqueta 6:3, 6:2. Ponownie finał osiągnął w Cincinnati, gdzie w dwóch setach uległ Rogerowi Federerowi. Serb przegrał 0:6, 6:7(7).
Jako obrońca tytułu w wielkoszlemowym US Open doszedł do finału. We początkowych fazach turnieju pokonał m.in. z Paolo Lorenziego, Rogério Dutrę Silvę, Juliena Benneteau i Stanislasa Wawrinkę. W ćwierćfinale pokonał Juana Martína del Potro, z którym przegrał na igrzyskach olimpijskich. Półfinałowym rywalem Serba był David Ferrer, z którym wygrał po czterosetowym pojedynku, przerywanym z powodów atmosferycznych. W finale spotkał się z Andym Murrayem. Pojedynek rozegrano w poniedziałek, a zakończył się on przegraną Đokovicia 6:7(10), 5:7, 6:2, 6:3, 2:6.
W październiku Serb zdobył trofeum w turnieju rozgrywanym w Pekinie. W finale pokonał tam Jo-Wilfrieda Tsongę 7:6(4), 6:2. Tydzień później wystąpił w turnieju ATP World Tour Masters 1000 w Szanghaju. W finale zmierzył się z Andym Murrayem, którego pokonał wynikiem 5:7, 7:6(11), 6:3.
W turnieju kończącym sezon ATP World Tour Finals Serb znalazł się w grupie A. Wygrał wszystkie mecze, pokonując kolejno Jo-Wilfrieda Tsongę 7:6(4) 6:3, Andy’ego Murraya 4:6 6:3 7:5 i Tomáša Berdycha 6:2 7:6(6). W półfinale zmierzył się z Juanem Martínem del Potro, z którym wygrał 4:6 6:3 6:2. Natomiast w finale pokonał Rogera Federera 7:6(6) 7:5. Tym samym Đoković wygrał swój drugi turniej ATP World Tour Finals oraz trzydziesty czwarty turniej singlowy ATP w karierze. Sezon zakończył na pierwszej pozycji w rankingu.

### 2013
Novak Đoković rozpoczął sezon 2013 od udziału razem z Aną Ivanović w rozgrywkach Pucharu Hopmana. Reprezentanci Serbii wygrali wszystkie mecze fazy grupowej, a w finale ulegli Hiszpanom wynikiem 2-1. Dwa tygodnie później wystąpił w Australian Open, gdzie był najwyżej rozstawionym zawodnikiem. W pierwszej rundzie pokonał Paula-Henriego Mathieu 6:2, 6:4, 7:5, a w drugim spotkaniu wygrał z Ryanem Harrisonem 6:1, 6:2, 6:3. W kolejnym spotkaniu zwyciężył z Radkiem Štěpánkiem 6:4, 6:3, 7:5. W następnym meczu po pięciogodzinnym pojedynku pokonał Szwajcara Stanislasa Wawrinkę 1:6, 7:5, 6:4, 6:7, 12:10. W ćwierćfinale zwyciężył z Tomášem Berdychem 6:1, 4:6, 6:1, 6:4, a w meczu o finał wygrał z Davidem Ferrerem 6:2, 6:2, 6:1. W finale pokonał Andy’ego Murraya 6:7(2), 7:6(3), 6:3, 6:2, po raz czwarty w karierze i trzeci z rzędu zdobywając tytuł w Australian Open. Został w ten sposób pierwszym tenisistą w erze otwartej, który triumfował w zawodach trzy razy z rzędu.
Na przełomie lutego i marca uczestniczył w zawodach w Dubaju. W turnieju pokonał m.in. Andreasa Seppiego i Juana Martína del Potro. W spotkaniu finałowym pokonał Tomáša Berdycha 7:5, 6:3, nie tracąc w całych rozgrywkach ani jednego seta. Następnie rywalizował w turnieju w Indian Wells, w którym osiągnął półfinał. Uległ w nim del Potro 6:4, 4:6, 4:6. W Miami osiągnął czwartą rundę, odpadając po meczu z Tommym Haasem, zakończonym wynikiem 2:6, 4:6.
W kolejnym turnieju ATP World Tour Masters 1000 – w Monte Carlo – zwyciężył w finale z ośmiokrotnym triumfatorem tej imprezy – Rafaelem Nadalem. Turniej ten wygrał po raz pierwszy. Mecz finałowy zakończył się wynikiem 6:2, 7:6(1). W Madrycie Serb przegrał w drugiej rundzie z Grigorem Dimitrowem 6:7(6), 7:6(8), 3:6. W zawodach w Rzymie osiągnął ćwierćfinał, po drodze pokonując Alberta Montañésa oraz Ołeksandra Dołhopołowa. Przegrał z Tomášem Berdychem 6:2, 5:7, 4:6. Turniej wielkoszlemowy French Open zaczął jako najwyżej rozstawiony zawodnik. W pierwszej rundzie pokonał Davida Goffina 7:6(5), 6:4, 7:5. W drugim spotkaniu poradził sobie z Guido Pellą 6:2, 6:0, 6:2. W trzeciej rundzie wygrał z Grigorem Dimitrowem 6:2, 6:2, 6:3, a w kolejnym spotkaniu pokonał Philippa Kohlschreibera 4:6, 6:3, 6:4, 6:4. Na etapie ćwierćfinałowym zmierzył się z Tommym Haasem, wygrywając z nim 6:3, 7:6(5), 7:5. W meczu o finał uległ Rafaelowi Nadalowi 4:6, 6:3, 1:6, 7:6(3), 7:9, który następnie wygrał cały turniej.
Wimbledon również zaczął jako najwyżej rozstawiony tenisista. Osiągnął w nim finał. W pierwszej rundzie wygrał z Florianem Mayerem 6:3, 7:5, 6:4. W kolejnym spotkaniu pokonał Bobby’ego Reynoldsa 7:6(2), 6:3, 6:1. W trzeciej rundzie wygrał z Jérémym Chardym 6:3, 6:2, 6:2, a w następnej zwyciężył z Tommym Haasem 6:1, 6:4, 7:6(4). W ćwierćfinale pokonał Tomáša Berdycha 7:6(5), 6:4, 6:3. Na etapie półfinałowym zmierzył się z Juanem Martínem del Potro, z którym wygrał 7:5, 4:6, 7:6(2), 6:7(6), 6:3. W finale uległ 4:6, 5:7, 4:6 Andy’emu Murrayowi, dla którego było to pierwsze zwycięstwo w Wimbledonie.
W turnieju ATP Tour Masters 1000 w Montrealu Novak Đoković osiągnął półfinał, pokonując po drodze Floriana Mayera, Denisa Istomina oraz Richarda Gasqueta 6:1, 6:2. Przegrał z Rafaelem Nadalem 4:6, 6:3, 6:7(2). Turniej w Cincinnati zakończył na ćwierćfinale. W drugiej rundzie pokonał Juana Mónaco, a w następnej Davida Goffina. W meczu o półfinał uległ Johnowi Isnerowi 6:7(5), 6:3, 5:7.
Novak Đoković rozpoczął US Open od pokonania Ričardasa Berankisa 6:1, 6:2, 6:2, a w następnym pojedynku zwyciężył z Benjaminem Beckerem 7:6(2), 6:2, 6:2. W trzeciej rundzie jego przeciwnikiem był João Sousa, którego pokonał 6:0, 6:2, 6:2. W następnym meczu Serb zwyciężył z Marcelem Granollersem 6:3, 6:0, 6:0. W ćwierćfinale pokonał Michaiła Jużnego 6:3, 6:2, 3:6, 6:0. W meczu półfinałowym zmierzył się ze Stanislasem Wawrinką i zwyciężył wynikiem 3:6, 7:6(4), 4:6, 6:3, 6:4. W finale przegrał z Rafaelem Nadalem 2:6, 6:3, 4:6, 1:6.
Kolejnym turniejem, w którym wziął udział, były rozgrywki ATP World Tour 500 w Pekinie. Đoković obronił tam tytuł, po drodze pokonując m.in. Richarda Gasqueta 6:4, 6:2. W finale zwyciężył z Rafaelem Nadalem 6:3, 6:4. Tym sposobem Serb wygrał swój trzydziesty ósmy turniej singlowy ATP w karierze. Następnie wystartował w ATP World Tour Masters 1000 w Szanghaju, który również zwyciężył. W półfinale pokonał Jo-Wilfrieda Tsongę 6:2, 7:5. W finale wygrał z Juanem Martínem del Potro 6:1, 3:6, 7:6(3). Stracił jednak pierwszą pozycję w rankingu na rzecz Rafaela Nadala. W następnym turnieju ATP World Tour Masters 1000 w Paryżu Đoković także odniósł triumf. Po drodze pokonał Pierre’a-Huguesa Herberta 7:6(3), 6:3, Johna Isnera 6:7(5), 6:1, 6:2, Stanislasa Wawrinkę 6:1, 6:4, Rogera Federera 4:6, 6:3, 6:2, a w finale wygrał z Davidem Ferrerem 7:5, 7:5.
W turnieju kończącym sezon ATP World Tour Finals Serb znalazł się w grupie B. Wygrał wszystkie mecze, pokonując kolejno Rogera Federera 6:4, 6:7(2), 6:2, Juana Martína del Potro 6:3, 3:6, 6:3 oraz Richarda Gasqueta 7:6(5), 4:6, 6:3. W półfinale jego przeciwnikiem był Stanislas Wawrinka, z którym wygrał 6:3, 6:3. W finale zwyciężył z Rafaelem Nadalem 6:3, 6:4. Tym sposobem Novak Đoković zdobył swój trzeci tytuł w turnieju ATP World Tour Finals oraz wygrał czterdzieste pierwsze zawody singlowe ATP w karierze. Sezon zakończył na drugiej pozycji w rankingu.
Od grudnia 2013 do grudnia 2016 jego trenerem był Boris Becker.

### 2014
Novak Đoković rozpoczął sezon 2014 od startu w Australian Open. Do ćwierćfinału awansował bez straty seta, pokonując m.in. Fabia Fogniniego. W ćwierćfinale przegrał z triumfatorem całych zawodów Stanislasem Wawrinką 6:2, 4:6, 2:6, 6:3, 7:9 nie zdołał zatem obronić tytułu.
W Dubaju Serb uległ w półfinale innemu Szwajcarowi – Rogerowi Federerowi wynikiem 6:3, 3:6, 2:6. Następnie rywalizował w turnieju w Indian Wells, w którym odniósł zwycięstwo. W półfinale wygrał z Johnem Isnerem 7:5, 6:7(2), 6:1, a w finale pokonał Federera 3:6, 6:3, 7:6(3). Podobny wynik zanotował w Miami, awansując do finału po trzech dwusetowych pojedynkach i dwóch walkowerach przeciwników. W meczu mistrzowskim zwyciężył z Rafaelem Nadalem 6:3, 6:3.
W kolejnym turnieju ATP World Tour Masters 1000 – w Monte Carlo – pokonał w turnieju trzech Hiszpanów – Alberta Montañésa, Pabla Carreño-Bustę i Guillerma Garcíę Lópeza, dwóm pierwszym oddając po jednym gemie. W półfinale przegrał z Federerem 5:7, 2:6. W zawodach w Rzymie Đoković zwyciężył. W drodze po tytuł pokonał m.in. Davida Ferrera, Milosa Raonica i Rafaela Nadala 4:6, 6:3, 6:3 w finale. Turniej wielkoszlemowy French Open zaczął jako drugi najwyżej rozstawiony zawodnik. W pierwszej rundzie pokonał João Sousę 6:1, 6:2, 6:4. W drugim spotkaniu poradził sobie z Jérémym Chardym 6:1, 6:4, 6:2. W trzeciej rundzie wygrał z Marinem Čiliciem 6:3, 6:2, 6:7(2), 6:4, a w kolejnym spotkaniu pokonał Jo-Wilfrieda Tsongę, wygrywając z nim 6:1, 6:4, 6:1. Na etapie ćwierćfinałowym zmierzył się z Milosem Raonicem, wygrywając z nim 7:5, 7:6(5), 6:4. W meczu o finał pokonał Ernestsa Gulbisa 6:3, 6:3, 3:6, 6:3. W spotkaniu mistrzowskim przegrał z Rafaelem Nadalem 6:3, 5:7, 2:6, 4:6.
Wimbledon zaczął jako najwyżej rozstawiony tenisista mimo drugiej pozycji w rankingu ATP World Tour. W pierwszej rundzie wygrał z Andriejem Gołubiewem 6:0, 6:1, 6:4. W kolejnym spotkaniu pokonał Radka Štěpánka 6:4, 6:3, 6:7(5), 7:6(5). W następnych rundach pokonał dwóch Francuzów – Gillesa Simona 6:4, 6:2, 6:4 i Jo-Wilfrieda Tsongę 6:3, 6:4, 7:6(5). W ćwierćfinale pokonał Marina Čilicia 6:1, 3:6, 6:7(4), 6:2, 6:2. Na etapie półfinałowym zmierzył się z Grigorem Dimitrowem, z którym wygrał 6:4, 3:6, 7:6(2), 7:6(7). W finale pokonał dziewięciokrotnego finalistę Wimbledonu Rogera Federera wynikiem 6:7(7), 6:4, 7:6(4), 5:7, 6:4. Po tym turnieju ponownie znalazł się na czele rankingu singlowego ATP World Tour.
Podczas turnieju w Toronto Serb pokonał Gaëla Monfilsa 6:2, 6:7(4), 7:6(2), by następnie ulec Jo-Wilfriedowi Tsondze 2:6, 2:6. Kolejnym Francuzem, z którym zmierzył się tenisista, był Gilles Simon pokonany 6:3, 4:6, 6:4 w Cincinnati. W kolejnym meczu przegrał jednak Tommym Robredo 6:7(6), 5:7. Podczas US Open Đoković awansował do ćwierćfinału bez straty seta. W meczu ćwierćfinałowym pokonał Andy’ego Murraya 7:6(1), 6:7(1), 6:2, 6:4. W spotkaniu o finał został pokonany przez Keiego Nishikoriego 4:6, 6:1, 6:7(4), 3:6.
Następnie Serb wygrał zawody w Pekinie, pokonując w nich m.in. Grigora Dimitrowa, Andy’ego Murraya i Tomáša Berdycha. W całym turnieju nie stracił seta. W Szanghaju lider rankingu singlowego przegrał w spotkaniu półfinałowym z Federerem, późniejszym triumfatorem, wynikiem 4:6, 4:6. W ostatnim w sezonie turnieju rangi ATP World Tour Masters 1000 w Paryżu ponownie nie stracił seta w drodze po tytuł. W ćwierćfinale pokonał Murraya 7:5, 6:2, a w kolejnych dwóch meczach wygrał 6:2, 6:3 z Nishikorim i Raonicem. W kończącym sezon turnieju Barclays ATP World Tour Finals Novak Đoković wygrał wszystkie mecze fazy grupowej (Wawrinka, Berdych, Čilić), kończąc ją ze stanem gemów 36–9. W półfinale triumfował nad Keim Nishikorim 6:1, 1:6, 6:0, a finałowy mecz wygrał dzięki walkowerowi Rogera Federera. Sezon zakończył jako lider rankingu.

### 2015
Novak Đoković rozpoczął sezon 2015 od zwycięstw 6:2, 6:1 odniesionych nad Dušanem Lajoviciem i Serhijem Stachowskim i porażki 7:6(2), 6:7(6), 4:6 z Ivem Karloviciem w Dosze. W Melbourne Serb nie stracił seta aż do meczu półfinałowego, gdy pokonał obrońcę tytułu Stana Wawrinkę 7:6(1), 3:6, 6:4, 4:6, 6:0. W swoim piątym finale w Australian Open po raz trzeci pokonał Andy’ego Murraya, tym razem wynikiem 7:6(5), 6:7(4), 6:3, 6:0. Był to jego ósmy wielkoszlemowy triumf.
Po wygranej w Australii dotarł do półfinału turnieju w Dubaju, gdzie w ostatnim meczu przegrał z Rogerem Federerem 3:6, 5:7, lecz wziął odwet na Nimitz w pierwszym w sezonie turnieju rangi ATP World Tour Masters 1000, pokonując Szwajcara w trzech setach w Indian Wells, odnosząc tym samym swoje jubileuszowe, 50. zwycięstwo w zawodach ATP World Tour. W Miami Đoković odniósł kolejne zwycięstwo, broniąc tym samym tytułu zdobytego rok wcześniej. W meczu mistrzowskim pokonał Andy’ego Murraya 7:6(3), 4:6, 6:0. W marcu Serb zwyciężył także w dwóch pojedynkach w ramach rozgrywek Grupy Światowej Pucharu Davisa – jednym singlowym i jednym deblowym.
Trzecie z rzędu zwycięstwo w zawodach kategorii ATP World Tour Masters 1000 odnotował w Monte Carlo na kortach ceglanych. W ćwierćfinale wygrał z Marinem Čiliciem 6:0, 6:3, zaś w półfinale pokonał ośmiokrotnego triumfatora rozgrywek Rafaela Nadala 6:3, 6:3. W ostatnim spotkaniu triumfował nad Tomášem Berdychem 7:5, 4:6, 6:3. Zwycięską passę kontynuował w Rzymie, broniąc tytuł z poprzedniego sezonu. W drodze do półfinału rozegrał trzy trzysetowe pojedynki. W finale pokonał Federera 6:4, 6:3. Udział we French Open rozpoczął od czterech kolejnych meczów, w których nie stracił seta. Podobny wynik zanotował w ćwierćfinale, pokonawszy Rafaela Nadala, który bronił paryskiego tytułu. W półfinale Serb zwyciężył Andy’ego Murraya po pięciosetowym pojedynku, przerywanym w międzyczasie z powodu zapadającego zmroku i nadciągającej burzy. W finale tenisista musiał uznać wyższość Stana Wawrinki, któremu uległ 6:4, 4:6, 3:6, 4:6.
Obrońca wimbledońskiego trofeum turniej rozpoczął od trzysetowych zwycięstw z Philippem Kohlschreiberem, Jarkko Nieminenem i Bernardem Tomicem. W czwartej rundzie pokonał 6:7(6), 6:7(6), 6:1, 6:4, 7:5 Kevina Andersona w spotkaniu, które było rozgrywane w ciągu dwóch dni. W ćwierćfinale Serb wygrał w trzech setach zakończonych wynikiem 6:4 z Marinem Čiliciem, a w następnym pojedynku okazał się lepszy od Richarda Gasqueta, kończąc rywalizację przy stanie 7:6(2), 6:4, 6:4. Tak jak w poprzednim sezonie, w finale triumfował nad Rogerem Federerem z końcowym wynikiem 7:6(1), 6:7(10), 6:4, 6:3. Był to dziewiąty wielkoszlemowy triumf Đokovicia, a zarazem trzeci w Londynie.
Po Wimbledonie wziął udział w turniejach US Open Series w Montrealu i Cincinnati: zarówno w jednym i drugim uległ w finale odpowiednio Murrayowi i Federerowi. Podczas US Open pokonał kolejno João Souzę, Andreasa Haidera-Maurera, Andreasa Seppiego, Roberto Bautistę-Aguta, Feliciano Lópeza, obrońcę tytułu Marina Čilica, a w finałowym spotkaniu ponownie spotkał się z Federerem, wygrywając wynikiem 6:4, 5:7, 6:4, 6:4, tym samym zdobywając 10. wielkoszlemowy tytuł w karierze, w tym drugi na kortach USTA Billie Jean King National Tennis Center.
W pierwszym tygodniu października po raz czwarty z rzędu wygrał rozgrywany w Pekinie China Open, pokonując Rafaela Nadala 6:2, 6:2. W kolejnym swoim występie zwyciężył w ATP World Tour Masters 1000 w Szanghaju wygrywając w finałowym pojedynku z Jo-Wilfriedem Tsongą 6:2, 6:4.
W ostatnim turnieju kategorii „1000” w Paryżu Serb dotarł do finału, w którym pokonał rozstawionego z dwójką Murraya 6:2, 6:4.
Đoković ATP World Tour Finals trafił do grupy „Stana Smitha”, wspólnie z Nishikorim, Federerem i Berdychem. W meczu z Japończykiem stracił dwa gemy, kolejnym przeciwnikiem był Szwajcar (przed rozpoczęciem turnieju bilans zwycięstw obu tenisistów wynosił 21–21), lecz przegrał 5:7, 2:6. W ostatnim meczu grupowym wygrał z Czechem 6:3, 7:5. W walce o finał Serbowi przyszło walczyć z rozstawionym z piątką Rafaelem Nadalem, z którym wygrał 6:3, 6:3. W meczu mistrzowskim zagrał drugi raz z Federerem, ale tym razem w trzecim spotkaniu ATP World Tour Finals z ich udziałem pokonał sześciokrotnego zwycięzcę finału sezonu 6:3, 6:4 i po raz piąty, a czwarty z rzędu mógł podnieść trofeum dla zwycięzcy.

### 2016
Đoković sezon rozpoczął od dobrze obsadzonego turnieju w Dosze, który wygrał, a w każdym z rozegranych spotkań nie stracił chociażby seta. W meczu mistrzowskim stracił jedynie trzy gemy z ówczesną piątą rakietą świata, Rafaelem Nadalem.
W następnym tygodniu Serb nie pojawił się na kortach, by od kolejnego rozpocząć występ w wielkoszlemowym Australian Open, dla którego był to 12. udział w tej imprezie i piąty raz, kiedy był najwyżej rozstawiony. Pierwsze trzy pojedynki zakończył z zerowym dorobkiem setów straconych, w 1/8 finału dopiero po pięciu setach pokonał rozstawionego z nr 14 Gillesa Simona. Począwszy od ćwierćfinału lider rankingu ATP odzyskał pewność gry, pokonując po drodze m.in. Japończyka Keiego Nishikoriego, Rogera Federera (w dotychczasowych 44 pojedynkach obaj panowie zwyciężyli po 22 razy), by w ostatnim meczu po trwającym 2 godziny i 53 minuty meczu zwyciężyć nad Andym Murrayem, stając się pierwszym tenisistą w erze open, który sześciokrotnie wygrywał turniej rozgrywany w Melbourne i drugi raz obronił tytuł.
Po 3-tygodniowej przerwie Serb wrócił do rywalizacji, a konkretniej do Dubaju, po dwóch wygranych pojedynkach w ćwierćfinale uległ Hiszpanowi Feliciano Lópezowi, kreczując po przegranym pierwszym secie 3:6. Jak się później okazało, przyczyną gorszej dyspozycji Đokovicia była infekcja oka, z którą lider rankingu zmagał się od kilku dni. Serb szybko wyzdrowiał i w znacznej mierze (wygrał dwa spotkania singlowe) pomógł swojej reprezentacji pokonać Kazachów 3:2 w pierwszej rundzie Pucharu Davisa. Podczas turnieju w Indian Wells w drodze do kolejnego, 62. zwycięstwa na zawodowych kortach pokonał m.in. w 1/8 finału Lópeza, Philippa Kohlschreibera, Jo-Wilfrieda Tsongę, Rafaela Nadala, natomiast w meczu o tytuł w dwóch setach pokonał Milosa Raonica 6:2, 6:2.
W drugiej dekadzie kwietnia wziął udział w zawodach rozgrywanych w Monte Carlo, ale w nich odpadł już w pierwszym pojedynku z Jiří Veselým. Na początku maja nie miał sobie równych na mączce w Madrycie, w którym pokonał Andy’ego Murraya, a ten zrewanżował się tydzień później na rzymskich kortach Foro Italico, gdzie Serb przegrał 3:6, 3:6.
We French Open większe problemy z wygraną miał w 4. rundzie z Roberto Bautistą-Agutem oraz w ostatnim meczu całego turnieju również z Murrayem, dla których był to trzeci pojedynek w ciągu miesiąca. Đoković po ponad trzech godzinach gry wygrał z Brytyjczykiem 3:6, 6:1, 6:2, 6:4, notując czwarty wielkoszlemowy tytuł z rzędu i przekraczając jako pierwszy tenisista w historii 100 milionów $. Serb jako ósmy tenisista skompletował Karierowego Wielkiego Szlema.

## Statystyki

### Finały turniejów wielkoszlemowych

#### Gra pojedyncza (24–13)
| Końcowy wynik | Rok  | Turniej              | Nawierzchnia | Przeciwnik            | Wynik finału                       |
| Finalista     | 2007 | US Open              | Twarda       | Roger Federer         | 6:7(4), 6:7(2), 4:6                |
| Zwycięzca     | 2008 | Australian Open      | Twarda       | Jo-Wilfried Tsonga    | 4:6, 6:4, 6:3, 7:6(2)              |
| Finalista     | 2010 | US Open              | Twarda       | Rafael Nadal          | 4:6, 7:5, 4:6, 2:6                 |
| Zwycięzca     | 2011 | Australian Open (2)  | Twarda       | Andy Murray           | 6:4, 6:2, 6:3                      |
| Zwycięzca     | 2011 | Wimbledon            | Trawiasta    | Rafael Nadal          | 6:4, 6:1, 1:6, 6:3                 |
| Zwycięzca     | 2011 | US Open              | Twarda       | Rafael Nadal          | 6:2, 6:4, 6:7(3), 6:1              |
| Zwycięzca     | 2012 | Australian Open (3)  | Twarda       | Rafael Nadal          | 5:7, 6:4, 6:2, 6:7(5), 7:5         |
| Finalista     | 2012 | French Open          | Ceglana      | Rafael Nadal          | 4:6, 3:6, 6:2, 5:7                 |
| Finalista     | 2012 | US Open              | Twarda       | Andy Murray           | 6:7(10), 5:7, 6:2, 6:3, 2:6        |
| Zwycięzca     | 2013 | Australian Open (4)  | Twarda       | Andy Murray           | 6:7(2), 7:6(3), 6:3, 6:2           |
| Finalista     | 2013 | Wimbledon            | Trawiasta    | Andy Murray           | 4:6, 5:7, 4:6                      |
| Finalista     | 2013 | US Open              | Twarda       | Rafael Nadal          | 2:6, 6:3, 4:6, 1:6                 |
| Finalista     | 2014 | French Open          | Ceglana      | Rafael Nadal          | 6:3, 5:7, 2:6, 4:6                 |
| Zwycięzca     | 2014 | Wimbledon (2)        | Trawiasta    | Roger Federer         | 6:7(7), 6:4, 7:6(4), 5:7, 6:4      |
| Zwycięzca     | 2015 | Australian Open (5)  | Twarda       | Andy Murray           | 7:6(5), 6:7(4), 6:3, 6:0           |
| Finalista     | 2015 | French Open          | Ceglana      | Stan Wawrinka         | 6:4, 4:6, 3:6, 4:6                 |
| Zwycięzca     | 2015 | Wimbledon (3)        | Trawiasta    | Roger Federer         | 7:6(1), 6:7(10), 6:4, 6:3          |
| Zwycięzca     | 2015 | US Open (2)          | Twarda       | Roger Federer         | 6:4, 5:7, 6:4, 6:4                 |
| Zwycięzca     | 2016 | Australian Open (6)  | Twarda       | Andy Murray           | 6:1, 7:5, 7:6(3)                   |
| Zwycięzca     | 2016 | French Open          | Ceglana      | Andy Murray           | 3:6, 6:1, 6:2, 6:4                 |
| Finalista     | 2016 | US Open              | Twarda       | Stan Wawrinka         | 7:6(1), 4:6, 5:7, 3:6              |
| Zwycięzca     | 2018 | Wimbledon (4)        | Trawiasta    | Kevin Anderson        | 6:2, 6:2, 7:6(3)                   |
| Zwycięzca     | 2018 | US Open (3)          | Twarda       | Juan Martín del Potro | 6:3, 7:6(4), 6:3                   |
| Zwycięzca     | 2019 | Australian Open (7)  | Twarda       | Rafael Nadal          | 6:3, 6:2, 6:3                      |
| Zwycięzca     | 2019 | Wimbledon (5)        | Trawiasta    | Roger Federer         | 7:6(5), 1:6, 7:6(4), 4:6, 13:12(3) |
| Zwycięzca     | 2020 | Australian Open (8)  | Twarda       | Dominic Thiem         | 6:4, 4:6, 2:6, 6:3, 6:4            |
| Finalista     | 2020 | French Open          | Ceglana      | Rafael Nadal          | 0:6, 2:6, 5:7                      |
| Zwycięzca     | 2021 | Australian Open (9)  | Twarda       | Daniił Miedwiediew    | 7:5, 6:2, 6:2                      |
| Zwycięzca     | 2021 | French Open (2)      | Ceglana      | Stefanos Tsitsipas    | 6:7(6), 2:6, 6:3, 6:2, 6:4         |
| Zwycięzca     | 2021 | Wimbledon (6)        | Trawiasta    | Matteo Berrettini     | 6:7(4), 6:4, 6:4, 6:3              |
| Finalista     | 2021 | US Open              | Twarda       | Daniił Miedwiediew    | 4:6, 4:6, 4:6                      |
| Zwycięzca     | 2022 | Wimbledon (7)        | Trawiasta    | Nick Kyrgios          | 4:6, 6:3, 6:4, 7:6(3)              |
| Zwycięzca     | 2023 | Australian Open (10) | Twarda       | Stefanos Tsitsipas    | 6:3, 7:6(4), 7:6(5)                |
| Zwycięzca     | 2023 | French Open (3)      | Ceglana      | Casper Ruud           | 7:6(1), 6:3, 7:5                   |
| Finalista     | 2023 | Wimbledon            | Trawiasta    | Carlos Alcaraz        | 6:1, 6:7(6), 1:6, 6:3, 4:6         |
| Zwycięzca     | 2023 | US Open (4)          | Twarda       | Daniił Miedwiediew    | 6:3, 7:6(5), 6:3                   |
| Finalista     | 2024 | Wimbledon            | Trawiasta    | Carlos Alcaraz        | 2:6, 2:6, 6:7(4)                   |

### Medale olimpijskie

#### Gra pojedyncza
| Końcowy wynik | Rok  | Turniej | Nawierzchnia | Przeciwnik     | Wynik meczu o medal |
| Brązowy medal | 2008 | Pekin   | Twarda       | James Blake    | 6:3, 7:6(4)         |
| Złoty medal   | 2024 | Paryż   | Ceglana      | Carlos Alcaraz | 7:6(3), 7:6(2)      |

### Finały ATP Finals

#### Gra pojedyncza (7–2)
| Końcowy wynik | Rok  | Turniej  | Nawierzchnia  | Przeciwnik         | Wynik finału |
| Zwycięzca     | 2008 | Szanghaj | Twarda (hala) | Nikołaj Dawydienko | 6:1, 7:5     |
| Zwycięzca     | 2012 | Londyn   | Twarda (hala) | Roger Federer      | 7:6(6), 7:5  |
| Zwycięzca     | 2013 | Londyn   | Twarda (hala) | Rafael Nadal       | 6:3, 6:4     |
| Zwycięzca     | 2014 | Londyn   | Twarda (hala) | Roger Federer      | walkower     |
| Zwycięzca     | 2015 | Londyn   | Twarda (hala) | Roger Federer      | 6:3, 6:4     |
| Finalista     | 2016 | Londyn   | Twarda (hala) | Andy Murray        | 3:6, 4:6     |
| Finalista     | 2018 | Londyn   | Twarda (hala) | Alexander Zverev   | 4:6, 3:6     |
| Zwycięzca     | 2022 | Turyn    | Twarda (hala) | Casper Ruud        | 7:5, 6:3     |
| Zwycięzca     | 2023 | Turyn    | Twarda (hala) | Jannik Sinner      | 6:3, 6:3     |

### Finały turniejów ATP Tour Masters 1000

#### Gra pojedyncza (40–19)
| Końcowy wynik | Rok  | Turniej          | Nawierzchnia  | Przeciwnik            | Wynik finału        |
| Finalista     | 2007 | Indian Wells     | Twarda        | Rafael Nadal          | 2:6, 5:7            |
| Zwycięzca     | 2007 | Miami            | Twarda        | Guillermo Cañas       | 6:3, 6:2, 6:4       |
| Zwycięzca     | 2007 | Montreal         | Twarda        | Roger Federer         | 7:6(2), 2:6, 7:6(2) |
| Zwycięzca     | 2008 | Indian Wells     | Twarda        | Mardy Fish            | 6:2, 5:7, 6:3       |
| Zwycięzca     | 2008 | Rzym             | Ceglana       | Stanislas Wawrinka    | 4:6, 6:3, 6:3       |
| Finalista     | 2008 | Cincinnati       | Twarda        | Andy Murray           | 6:7(4), 6:7(5)      |
| Finalista     | 2009 | Miami            | Twarda        | Andy Murray           | 2:6, 5:7            |
| Finalista     | 2009 | Monte Carlo      | Ceglana       | Rafael Nadal          | 3:6, 6:2, 1:6       |
| Finalista     | 2009 | Rzym             | Ceglana       | Rafael Nadal          | 6:7(2), 2:6         |
| Finalista     | 2009 | Cincinnati       | Twarda        | Roger Federer         | 1:6, 5:7            |
| Zwycięzca     | 2009 | Paryż            | Twarda (hala) | Gaël Monfils          | 6:2, 5:7, 7:6(3)    |
| Zwycięzca     | 2011 | Indian Wells (2) | Twarda        | Rafael Nadal          | 4:6, 6:3, 6:2       |
| Zwycięzca     | 2011 | Miami (2)        | Twarda        | Rafael Nadal          | 4:6, 6:3, 7:6(4)    |
| Zwycięzca     | 2011 | Madryt           | Ceglana       | Rafael Nadal          | 7:5, 6:4            |
| Zwycięzca     | 2011 | Rzym (2)         | Ceglana       | Rafael Nadal          | 6:4, 6:4            |
| Zwycięzca     | 2011 | Montreal (2)     | Twarda        | Mardy Fish            | 6:2, 3:6, 6:4       |
| Finalista     | 2011 | Cincinnati       | Twarda        | Andy Murray           | 4:6, 0:3 krecz      |
| Zwycięzca     | 2012 | Miami (3)        | Twarda        | Andy Murray           | 6:1, 7:6(4)         |
| Finalista     | 2012 | Monte Carlo      | Ceglana       | Rafael Nadal          | 3:6, 1:6            |
| Finalista     | 2012 | Rzym             | Ceglana       | Rafael Nadal          | 5:7, 3:6            |
| Zwycięzca     | 2012 | Toronto (3)      | Twarda        | Richard Gasquet       | 6:3, 6:2            |
| Finalista     | 2012 | Cincinnati       | Twarda        | Roger Federer         | 0:6, 6:7(7)         |
| Zwycięzca     | 2012 | Szanghaj         | Twarda        | Andy Murray           | 5:7, 7:6(11), 6:3   |
| Zwycięzca     | 2013 | Monte Carlo      | Ceglana       | Rafael Nadal          | 6:2, 7:6(1)         |
| Zwycięzca     | 2013 | Szanghaj (2)     | Twarda        | Juan Martín del Potro | 6:1, 3:6, 7:6(3)    |
| Zwycięzca     | 2013 | Paryż (2)        | Twarda (hala) | David Ferrer          | 7:5, 7:5            |
| Zwycięzca     | 2014 | Indian Wells (3) | Twarda        | Roger Federer         | 3:6, 6:3, 7:6(3)    |
| Zwycięzca     | 2014 | Miami (4)        | Twarda        | Rafael Nadal          | 6:3, 6:3            |
| Zwycięzca     | 2014 | Rzym (3)         | Ceglana       | Rafael Nadal          | 4:6, 6:3, 6:3       |
| Zwycięzca     | 2014 | Paryż (3)        | Twarda (hala) | Milos Raonic          | 6:2, 6:3            |
| Zwycięzca     | 2015 | Indian Wells (4) | Twarda        | Roger Federer         | 6:3, 6:7(5), 6:2    |
| Zwycięzca     | 2015 | Miami (5)        | Twarda        | Andy Murray           | 7:6(3), 4:6, 6:0    |
| Zwycięzca     | 2015 | Monte Carlo (2)  | Ceglana       | Tomáš Berdych         | 7:5, 4:6, 6:3       |
| Zwycięzca     | 2015 | Rzym (4)         | Ceglana       | Roger Federer         | 6:4, 6:3            |
| Finalista     | 2015 | Montreal         | Twarda        | Andy Murray           | 4:6, 6:4, 3:6       |
| Finalista     | 2015 | Cincinnati       | Twarda        | Roger Federer         | 6:7(1), 3:6         |
| Zwycięzca     | 2015 | Szanghaj (3)     | Twarda (hala) | Jo-Wilfried Tsonga    | 6:2, 6:4            |
| Zwycięzca     | 2015 | Paryż (4)        | Twarda (hala) | Andy Murray           | 6:2, 6:4            |
| Zwycięzca     | 2016 | Indian Wells (5) | Twarda        | Milos Raonic          | 6:2, 6:0            |
| Zwycięzca     | 2016 | Miami (6)        | Twarda        | Kei Nishikori         | 6:3, 6:3            |
| Zwycięzca     | 2016 | Madryt (2)       | Ceglana       | Andy Murray           | 6:2, 3:6, 6:3       |
| Finalista     | 2016 | Rzym             | Ceglana       | Andy Murray           | 3:6, 3:6            |
| Zwycięzca     | 2016 | Toronto (4)      | Twarda        | Kei Nishikori         | 6:3, 7:5            |
| Finalista     | 2017 | Rzym             | Ceglana       | Alexander Zverev      | 4:6, 3:6            |
| Zwycięzca     | 2018 | Cincinnati       | Twarda        | Roger Federer         | 6:4, 6:4            |
| Zwycięzca     | 2018 | Szanghaj (4)     | Twarda (hala) | Borna Ćorić           | 6:3, 6:4            |
| Finalista     | 2018 | Paryż            | Twarda (hala) | Karen Chaczanow       | 5:7, 4:6            |
| Zwycięzca     | 2019 | Madryt (3)       | Ceglana       | Stefanos Tsitsipas    | 6:3, 6:4            |
| Finalista     | 2019 | Rzym             | Ceglana       | Rafael Nadal          | 0:6, 6:4, 1:6       |
| Zwycięzca     | 2019 | Paryż (5)        | Twarda (hala) | Denis Shapovalov      | 6:3, 6:4            |
| Zwycięzca     | 2020 | Nowy Jork (2)    | Twarda        | Milos Raonic          | 1:6, 6:3, 6:4       |
| Zwycięzca     | 2020 | Rzym (5)         | Ceglana       | Diego Schwartzman     | 7:5, 6:3            |
| Finalista     | 2021 | Rzym             | Ceglana       | Rafael Nadal          | 5:7, 6:1, 3:6       |
| Zwycięzca     | 2021 | Paryż (6)        | Twarda (hala) | Daniił Miedwiediew    | 4:6, 6:3, 6:3       |
| Zwycięzca     | 2022 | Rzym (6)         | Ceglana       | Stefanos Tsitsipas    | 6:0, 7:6(5)         |
| Finalista     | 2022 | Paryż            | Twarda (hala) | Holger Rune           | 6:3, 3:6, 5:7       |
| Zwycięzca     | 2023 | Cincinnati (3)   | Twarda        | Carlos Alcaraz        | 5:7, 7:6(7), 7:6(4) |
| Zwycięzca     | 2023 | Paryż (7)        | Twarda (hala) | Grigor Dimitrow       | 6:4, 6:3            |
| Finalista     | 2024 | Szanghaj         | Twarda        | Jannik Sinner         | 6:7(4), 3:6         |
| Finalista     | 2025 | Miami            | Twarda        | Jakub Menšík          | 6:7(4), 6:7(4)      |

### Finały w turniejach ATP Tour

#### Gra pojedyncza (100–42)
| Legenda                                                    |
| Wielki Szlem (24–13)                                       |
| Igrzyska olimpijskie (1–0)                                 |
| Tennis Masters Cup / ATP Finals (7–2)                      |
| ATP Masters Series / ATP Tour Masters 1000 (40–19)         |
| ATP International Series Gold / ATP Tour 500 Series (15–3) |
| ATP International Series / ATP Tour 250 Series (12–5)      |

| Wygrane według nawierzchni |
| Twarda (71–22)             |
| Ceglana (21–14)            |
| Trawiasta (8–6)            |
| Dywanowa (0–0)             |

| Końcowy wynik | Nr   | Data                 | Turniej                           | Nawierzchnia  | Przeciwnik            | Wynik finału                       |
| Zwycięzca     | 1.   | 17 czerwca 2006      | Amersfoort                        | Ceglana       | Nicolás Massú         | 7:6(5), 6:4                        |
| Finalista     | 1.   | 9 sierpnia 2006      | Umag                              | Ceglana       | Stanislas Wawrinka    | 6:6 krecz                          |
| Zwycięzca     | 2.   | 2 października 2006  | Metz                              | Twarda (hala) | Jürgen Melzer         | 4:6, 6:3, 6:2                      |
| Zwycięzca     | 3.   | 7 stycznia 2007      | Adelaide                          | Twarda        | Chris Guccione        | 6:3, 6:7(6), 6:4                   |
| Finalista     | 2.   | 18 marca 2007        | Indian Wells                      | Twarda        | Rafael Nadal          | 2:6, 5:7                           |
| Zwycięzca     | 4.   | 1 kwietnia 2007      | Miami                             | Twarda        | Guillermo Cañas       | 6:3, 6:2, 6:4                      |
| Zwycięzca     | 5.   | 29 kwietnia 2007     | Estoril                           | Ceglana       | Richard Gasquet       | 7:6(7), 0:6, 6:1                   |
| Zwycięzca     | 6.   | 12 sierpnia 2007     | Montreal                          | Twarda        | Roger Federer         | 7:6(2), 2:6, 7:6(2)                |
| Finalista     | 3.   | 9 września 2007      | US Open, Nowy Jork                | Twarda        | Roger Federer         | 6:7(4), 6:7(2), 4:6                |
| Zwycięzca     | 7.   | 14 października 2007 | Wiedeń                            | Twarda (hala) | Stanislas Wawrinka    | 6:4, 6:0                           |
| Zwycięzca     | 8.   | 27 stycznia 2008     | Australian Open, Melbourne        | Twarda        | Jo-Wilfried Tsonga    | 4:6, 6:3, 6:4, 7:6(2)              |
| Zwycięzca     | 9.   | 23 marca 2008        | Indian Wells                      | Twarda        | Mardy Fish            | 6:2, 5:7, 6:3                      |
| Zwycięzca     | 10.  | 11 maja 2008         | Rzym                              | Ceglana       | Stanislas Wawrinka    | 4:6, 6:3, 6:3                      |
| Finalista     | 4.   | 15 czerwca 2008      | Queen’s Club                      | Trawiasta     | Rafael Nadal          | 6:7(6), 5:7                        |
| Finalista     | 5.   | 3 sierpnia 2008      | Cincinnati                        | Twarda        | Andy Murray           | 6:7(4), 6:7(5)                     |
| Finalista     | 6.   | 28 września 2008     | Bangkok                           | Twarda (hala) | Jo-Wilfried Tsonga    | 6:7(4), 4:6                        |
| Zwycięzca     | 11.  | 16 listopada 2008    | Tennis Masters Cup, Szanghaj      | Twarda (hala) | Nikołaj Dawydienko    | 6:1, 7:5                           |
| Zwycięzca     | 12.  | 28 lutego 2009       | Dubaj                             | Twarda        | David Ferrer          | 7:5, 6:3                           |
| Finalista     | 7.   | 5 kwietnia 2009      | Miami                             | Twarda        | Andy Murray           | 2:6, 5:7                           |
| Finalista     | 8.   | 19 kwietnia 2009     | Monte Carlo                       | Ceglana       | Rafael Nadal          | 3:6, 6:2, 1:6                      |
| Finalista     | 9.   | 3 maja 2009          | Rzym                              | Ceglana       | Rafael Nadal          | 6:7(2), 2:6                        |
| Zwycięzca     | 13.  | 10 maja 2009         | Belgrad                           | Ceglana       | Łukasz Kubot          | 6:3, 7:6(0)                        |
| Finalista     | 10.  | 14 czerwca 2009      | Halle                             | Trawiasta     | Tommy Haas            | 3:6, 7:6(4), 1:6                   |
| Finalista     | 11.  | 23 sierpnia 2009     | Cincinnati                        | Twarda        | Roger Federer         | 1:6, 5:7                           |
| Zwycięzca     | 14.  | 11 października 2009 | Pekin                             | Twarda        | Marin Čilić           | 7:6(2), 6:4                        |
| Zwycięzca     | 15.  | 8 listopada 2009     | Bazylea                           | Twarda (hala) | Roger Federer         | 6:4, 4:6, 6:2                      |
| Zwycięzca     | 16.  | 15 listopada 2009    | Paryż                             | Twarda (hala) | Gaël Monfils          | 6:2, 5:7, 7:6(3)                   |
| Zwycięzca     | 17.  | 27 lutego 2010       | Dubaj (2)                         | Twarda        | Michaił Jużny         | 7:5, 5:7, 6:3                      |
| Finalista     | 12.  | 12 września 2010     | US Open, Nowy Jork                | Twarda        | Rafael Nadal          | 4:6, 7:5, 4:6, 2:6                 |
| Zwycięzca     | 18.  | 10 października 2010 | Pekin (2)                         | Twarda        | David Ferrer          | 6:2, 6:4                           |
| Finalista     | 13.  | 7 listopada 2010     | Bazylea                           | Twarda (hala) | Roger Federer         | 4:6, 6:3, 1:6                      |
| Zwycięzca     | 19.  | 30 stycznia 2011     | Australian Open, Melbourne (2)    | Twarda        | Andy Murray           | 6:4, 6:2, 6:3                      |
| Zwycięzca     | 20.  | 26 lutego 2011       | Dubaj (3)                         | Twarda        | Roger Federer         | 6:3, 6:3                           |
| Zwycięzca     | 21.  | 20 marca 2011        | Indian Wells (2)                  | Twarda        | Rafael Nadal          | 4:6, 6:3, 6:2                      |
| Zwycięzca     | 22.  | 3 kwietnia 2011      | Miami (2)                         | Twarda        | Rafael Nadal          | 4:6, 6:3, 7:6(4)                   |
| Zwycięzca     | 23.  | 1 maja 2011          | Belgrad (2)                       | Ceglana       | Feliciano López       | 7:6(4), 6:2                        |
| Zwycięzca     | 24.  | 8 maja 2011          | Madryt                            | Ceglana       | Rafael Nadal          | 7:5, 6:4                           |
| Zwycięzca     | 25.  | 15 maja 2011         | Rzym (2)                          | Ceglana       | Rafael Nadal          | 6:4, 6:4                           |
| Zwycięzca     | 26.  | 3 lipca 2011         | Wimbledon, Londyn                 | Trawiasta     | Rafael Nadal          | 6:4, 6:1, 1:6, 6:3                 |
| Zwycięzca     | 27.  | 14 sierpnia 2011     | Montreal (2)                      | Twarda        | Mardy Fish            | 6:2, 3:6, 6:4                      |
| Finalista     | 14.  | 21 sierpnia 2011     | Cincinnati                        | Twarda        | Andy Murray           | 4:6, 0:3 krecz                     |
| Zwycięzca     | 28.  | 12 września 2011     | US Open, Nowy Jork                | Twarda        | Rafael Nadal          | 6:2, 6:4, 6:7(3), 6:1              |
| Zwycięzca     | 29.  | 29 stycznia 2012     | Australian Open, Melbourne (3)    | Twarda        | Rafael Nadal          | 5:7, 6:4, 6:2, 6:7(5), 7:5         |
| Zwycięzca     | 30.  | 1 kwietnia 2012      | Miami (3)                         | Twarda        | Andy Murray           | 6:1, 7:6(4)                        |
| Finalista     | 15.  | 22 kwietnia 2012     | Monte Carlo                       | Ceglana       | Rafael Nadal          | 3:6, 1:6                           |
| Finalista     | 16.  | 21 maja 2012         | Rzym                              | Ceglana       | Rafael Nadal          | 5:7, 3:6                           |
| Finalista     | 17.  | 10 czerwca 2012      | French Open, Paryż                | Ceglana       | Rafael Nadal          | 4:6, 3:6, 6:2, 5:7                 |
| Zwycięzca     | 31.  | 12 sierpnia 2012     | Toronto (3)                       | Twarda        | Richard Gasquet       | 6:3, 6:2                           |
| Finalista     | 18.  | 19 sierpnia 2012     | Cincinnati                        | Twarda        | Roger Federer         | 0:6, 6:7(7)                        |
| Finalista     | 19.  | 10 września 2012     | US Open, Nowy Jork                | Twarda        | Andy Murray           | 6:7(10), 5:7, 6:2, 6:3, 2:6        |
| Zwycięzca     | 32.  | 7 października 2012  | Pekin (3)                         | Twarda        | Jo-Wilfried Tsonga    | 7:6(4), 6:2                        |
| Zwycięzca     | 33.  | 14 października 2012 | Szanghaj                          | Twarda        | Andy Murray           | 5:7, 7:6(11), 6:3                  |
| Zwycięzca     | 34.  | 12 listopada 2012    | ATP World Tour Finals, Londyn (2) | Twarda (hala) | Roger Federer         | 7:6(6), 7:5                        |
| Zwycięzca     | 35.  | 27 stycznia 2013     | Australian Open, Melbourne (4)    | Twarda        | Andy Murray           | 6:7(2), 7:6(2), 6:3, 6:2           |
| Zwycięzca     | 36.  | 2 marca 2013         | Dubaj (4)                         | Twarda (hala) | Tomáš Berdych         | 7:5, 6:3                           |
| Zwycięzca     | 37.  | 21 kwietnia 2013     | Monte Carlo                       | Ceglana       | Rafael Nadal          | 6:2, 7:6(1)                        |
| Finalista     | 20.  | 7 lipca 2013         | Wimbledon, Londyn                 | Trawiasta     | Andy Murray           | 4:6, 5:7, 4:6                      |
| Finalista     | 21.  | 9 września 2013      | US Open, Nowy Jork                | Twarda        | Rafael Nadal          | 2:6, 6:3, 4:6, 1:6                 |
| Zwycięzca     | 38.  | 6 października 2013  | Pekin (4)                         | Twarda        | Rafael Nadal          | 6:3, 6:4                           |
| Zwycięzca     | 39.  | 13 października 2013 | Szanghaj (2)                      | Twarda        | Juan Martín del Potro | 6:1, 3:6, 7:6(3)                   |
| Zwycięzca     | 40.  | 3 listopada 2013     | Paryż (2)                         | Twarda        | David Ferrer          | 7:5, 7:5                           |
| Zwycięzca     | 41.  | 11 listopada 2013    | ATP World Tour Finals, Londyn (3) | Twarda (hala) | Rafael Nadal          | 6:3, 6:4                           |
| Zwycięzca     | 42.  | 16 marca 2014        | Indian Wells (3)                  | Twarda        | Roger Federer         | 3:6, 6:3, 7:6(3)                   |
| Zwycięzca     | 43.  | 30 marca 2014        | Miami (4)                         | Twarda        | Rafael Nadal          | 6:3, 6:3                           |
| Zwycięzca     | 44.  | 18 maja 2014         | Rzym (3)                          | Ceglana       | Rafael Nadal          | 4:6, 6:3, 6:3                      |
| Finalista     | 22.  | 8 czerwca 2014       | French Open, Paryż                | Ceglana       | Rafael Nadal          | 6:3, 5:7, 2:6, 4:6                 |
| Zwycięzca     | 45.  | 6 lipca 2014         | Wimbledon, Londyn (2)             | Trawiasta     | Roger Federer         | 6:7(7), 6:4, 7:6(4), 5:7, 6:4      |
| Zwycięzca     | 46.  | 5 października 2014  | Pekin (5)                         | Twarda        | Tomáš Berdych         | 6:0, 6:2                           |
| Zwycięzca     | 47.  | 2 listopada 2014     | Paryż (3)                         | Twarda        | Milos Raonic          | 6:2, 6:3                           |
| Zwycięzca     | 48.  | 16 listopada 2014    | ATP World Tour Finals, Londyn (4) | Twarda (hala) | Roger Federer         | walkower                           |
| Zwycięzca     | 49.  | 1 lutego 2015        | Australian Open, Melbourne (5)    | Twarda        | Andy Murray           | 7:6(5), 6:7(4), 6:3, 6:0           |
| Finalista     | 23.  | 28 lutego 2015       | Dubaj                             | Twarda        | Roger Federer         | 3:6, 5:7                           |
| Zwycięzca     | 50.  | 22 marca 2015        | Indian Wells (4)                  | Twarda        | Roger Federer         | 6:3, 6:7(5), 6:2                   |
| Zwycięzca     | 51.  | 5 kwietnia 2015      | Miami (5)                         | Twarda        | Andy Murray           | 7:6(3), 4:6, 6:0                   |
| Zwycięzca     | 52.  | 19 kwietnia 2015     | Monte Carlo (2)                   | Ceglana       | Tomáš Berdych         | 7:5, 4:6, 6:3                      |
| Zwycięzca     | 53.  | 17 maja 2015         | Rzym (4)                          | Ceglana       | Roger Federer         | 6:4, 6:3                           |
| Finalista     | 24.  | 7 czerwca 2015       | French Open, Paryż                | Ceglana       | Stan Wawrinka         | 6:4, 4:6, 3:6, 4:6                 |
| Zwycięzca     | 54.  | 12 lipca 2015        | Wimbledon, Londyn (3)             | Trawiasta     | Roger Federer         | 7:6(1), 6:7(10), 6:4, 6:3          |
| Finalista     | 25.  | 16 sierpnia 2015     | Montreal                          | Twarda        | Andy Murray           | 4:6, 6:4, 3:6                      |
| Finalista     | 26.  | 23 sierpnia 2015     | Cincinnati                        | Twarda        | Roger Federer         | 6:7(1), 3:6                        |
| Zwycięzca     | 55.  | 13 września 2015     | US Open, Nowy Jork (2)            | Twarda        | Roger Federer         | 6:4, 5:7, 6:4, 6:4                 |
| Zwycięzca     | 56.  | 11 października 2015 | Pekin (6)                         | Twarda        | Rafael Nadal          | 6:2, 6:2                           |
| Zwycięzca     | 57.  | 18 października 2015 | Szanghaj (3)                      | Twarda        | Jo-Wilfried Tsonga    | 6:2, 6:4                           |
| Zwycięzca     | 58.  | 8 listopada 2015     | Paryż (4)                         | Twarda (hala) | Andy Murray           | 6:2, 6:4                           |
| Zwycięzca     | 59.  | 22 listopada 2015    | ATP World Tour Finals, Londyn (5) | Twarda (hala) | Roger Federer         | 6:3, 6:4                           |
| Zwycięzca     | 60.  | 9 stycznia 2016      | Doha                              | Twarda        | Rafael Nadal          | 6:1, 6:2                           |
| Zwycięzca     | 61.  | 31 stycznia 2016     | Australian Open, Melbourne (6)    | Twarda        | Andy Murray           | 6:1, 7:5, 7:6(3)                   |
| Zwycięzca     | 62.  | 20 marca 2016        | Indian Wells (5)                  | Twarda        | Milos Raonic          | 6:2, 6:0                           |
| Zwycięzca     | 63.  | 3 kwietnia 2016      | Miami (6)                         | Twarda        | Kei Nishikori         | 6:3, 6:3                           |
| Zwycięzca     | 64.  | 7 maja 2016          | Madryt (2)                        | Twarda        | Andy Murray           | 6:2, 3:6, 6:3                      |
| Finalista     | 27.  | 15 maja 2016         | Rzym                              | Twarda        | Andy Murray           | 3:6, 3:6                           |
| Zwycięzca     | 65.  | 5 czerwca 2016       | French Open, Paryż                | Ceglana       | Andy Murray           | 3:6, 6:1, 6:2, 6:4                 |
| Zwycięzca     | 66.  | 31 lipca 2016        | Toronto (4)                       | Twarda        | Kei Nishikori         | 6:3, 7:5                           |
| Finalista     | 28.  | 11 września 2016     | US Open, Nowy Jork                | Twarda        | Stan Wawrinka         | 7:6(1), 4:6, 5:7, 3:6              |
| Finalista     | 29.  | 20 listopada 2016    | ATP World Tour Finals, Londyn     | Twarda (hala) | Andy Murray           | 3:6, 4:6                           |
| Zwycięzca     | 67.  | 7 stycznia 2017      | Doha (2)                          | Twarda        | Andy Murray           | 6:3, 5:7, 6:4                      |
| Finalista     | 30.  | 21 maja 2017         | Rzym                              | Ceglana       | Alexander Zverev      | 4:6, 3:6                           |
| Zwycięzca     | 68.  | 1 lipca 2017         | Eastbourne                        | Trawiasta     | Gaël Monfils          | 6:3, 6:4                           |
| Finalista     | 31.  | 24 czerwca 2018      | Queen’s Club                      | Trawiasta     | Marin Čilić           | 7:5, 6:7(4), 3:6                   |
| Zwycięzca     | 69.  | 15 lipca 2018        | Wimbledon, Londyn (4)             | Trawiasta     | Kevin Anderson        | 6:2, 6:2, 7:6(3)                   |
| Zwycięzca     | 70.  | 19 sierpnia 2018     | Cincinnati                        | Twarda        | Roger Federer         | 6:4, 6:4                           |
| Zwycięzca     | 71.  | 9 września 2018      | US Open, Nowy Jork (3)            | Twarda        | Juan Martín del Potro | 6:3, 7:6(3), 6:3                   |
| Zwycięzca     | 72.  | 14 października 2018 | Szanghaj (4)                      | Twarda        | Borna Ćorić           | 6:3, 6:4                           |
| Finalista     | 32.  | 4 listopada 2018     | Paryż                             | Twarda (hala) | Karen Chaczanow       | 5:7, 4:6                           |
| Finalista     | 33.  | 18 listopada 2018    | ATP Finals, Londyn                | Twarda (hala) | Alexander Zverev      | 4:6, 3:6                           |
| Zwycięzca     | 73.  | 27 stycznia 2019     | Australian Open, Melbourne (7)    | Twarda        | Rafael Nadal          | 6:3, 6:2, 6:3                      |
| Zwycięzca     | 74.  | 12 maja 2019         | Madryt (3)                        | Ceglana       | Stefanos Tsitsipas    | 6:3, 6:4                           |
| Finalista     | 34.  | 19 maja 2019         | Rzym                              | Ceglana       | Rafael Nadal          | 0:6, 6:4, 1:6                      |
| Zwycięzca     | 75.  | 14 lipca 2019        | Wimbledon, Londyn (5)             | Trawiasta     | Roger Federer         | 7:6(5), 1:6, 7:6(4), 4:6, 13:12(3) |
| Zwycięzca     | 76.  | 6 października 2019  | Tokio                             | Twarda        | John Millman          | 6:3, 6:2                           |
| Zwycięzca     | 77.  | 3 listopada 2019     | Paryż (5)                         | Twarda (hala) | Denis Shapovalov      | 6:3, 6:4                           |
| Zwycięzca     | 78.  | 2 lutego 2020        | Australian Open, Melbourne (8)    | Twarda        | Dominic Thiem         | 6:4, 4:6, 2:6, 6:3, 6:4            |
| Zwycięzca     | 79.  | 29 lutego 2020       | Dubaj (5)                         | Twarda        | Stefanos Tsitsipas    | 6:3, 6:4                           |
| Zwycięzca     | 80.  | 29 sierpnia 2020     | Nowy Jork (2)                     | Twarda        | Milos Raonic          | 1:6, 6:3, 6:4                      |
| Zwycięzca     | 81.  | 21 września 2020     | Rzym (5)                          | Ceglana       | Diego Schwartzman     | 7:5, 6:3                           |
| Finalista     | 35.  | 11 października 2020 | French Open, Paryż                | Ceglana       | Rafael Nadal          | 0:6, 2:6, 5:7                      |
| Zwycięzca     | 82.  | 21 lutego 2021       | Australian Open, Melbourne (9)    | Twarda        | Daniił Miedwiediew    | 7:5, 6:2, 6:2                      |
| Finalista     | 36.  | 16 maja 2021         | Rzym                              | Ceglana       | Rafael Nadal          | 5:7, 6:1, 3:6                      |
| Zwycięzca     | 83.  | 29 maja 2021         | Belgrad                           | Ceglana       | Alex Molčan           | 6:4, 6:3                           |
| Zwycięzca     | 84.  | 13 czerwca 2021      | French Open, Paryż (2)            | Ceglana       | Stefanos Tsitsipas    | 6:7(6), 2:6, 6:3, 6:2, 6:4         |
| Zwycięzca     | 85.  | 11 lipca 2021        | Wimbledon, Londyn (6)             | Trawiasta     | Matteo Berrettini     | 6:7(4), 6:4, 6:4, 6:3              |
| Finalista     | 37.  | 12 września 2021     | US Open, Nowy Jork                | Twarda        | Daniił Miedwiediew    | 4:6, 4:6, 4:6                      |
| Zwycięzca     | 86.  | 7 listopada 2021     | Paryż (6)                         | Twarda (hala) | Daniił Miedwiediew    | 4:6, 6:3, 6:3                      |
| Finalista     | 38.  | 24 kwietnia 2022     | Belgrad                           | Ceglana       | Andriej Rublow        | 2:6, 7:6(4), 0:6                   |
| Zwycięzca     | 87.  | 15 maja 2022         | Rzym (6)                          | Ceglana       | Stefanos Tsitsipas    | 6:0, 7:6(5)                        |
| Zwycięzca     | 88.  | 10 lipca 2022        | Wimbledon, Londyn (7)             | Trawiasta     | Nick Kyrgios          | 4:6, 6:3, 6:4, 7:6(3)              |
| Zwycięzca     | 89.  | 2 października 2022  | Tel Awiw-Jafa                     | Twarda (hala) | Marin Čilić           | 6:3, 6:4                           |
| Zwycięzca     | 90.  | 9 października 2022  | Astana                            | Twarda (hala) | Stefanos Tsitsipas    | 6:3, 6:4                           |
| Finalista     | 39.  | 6 listopada 2022     | Paryż                             | Twarda (hala) | Holger Rune           | 6:3, 3:6, 5:7                      |
| Zwycięzca     | 91.  | 20 listopada 2022    | ATP Finals, Turyn (6)             | Twarda (hala) | Casper Ruud           | 7:5, 6:3                           |
| Zwycięzca     | 92.  | 8 stycznia 2023      | Adelaide (2)                      | Twarda        | Sebastian Korda       | 6:7(8), 7:6(3), 6:4                |
| Zwycięzca     | 93.  | 29 stycznia 2023     | Australian Open, Melbourne (10)   | Twarda        | Stefanos Tsitsipas    | 6:3, 7:6(4), 7:6(5)                |
| Zwycięzca     | 94.  | 11 czerwca 2023      | French Open, Paryż (3)            | Ceglana       | Casper Ruud           | 7:6(1), 6:3, 7:5                   |
| Finalista     | 40.  | 16 lipca 2023        | Wimbledon, Londyn                 | Trawiasta     | Carlos Alcaraz        | 6:1, 6:7(6), 1:6, 6:3, 4:6         |
| Zwycięzca     | 95.  | 20 sierpnia 2023     | Cincinnati (3)                    | Twarda        | Carlos Alcaraz        | 5:7, 7:6(7), 7:6(4)                |
| Zwycięzca     | 96.  | 10 września 2023     | US Open, Nowy Jork (4)            | Twarda        | Daniił Miedwiediew    | 6:3, 7:6(5), 6:3                   |
| Zwycięzca     | 97.  | 5 listopada 2023     | Paryż (7)                         | Twarda (hala) | Grigor Dimitrow       | 6:4, 6:3                           |
| Zwycięzca     | 98.  | 19 listopada 2023    | ATP Finals, Turyn (7)             | Twarda (hala) | Jannik Sinner         | 6:3, 6:3                           |
| Finalista     | 41.  | 14 lipca 2024        | Wimbledon, Londyn                 | Trawiasta     | Carlos Alcaraz        | 2:6, 2:6, 6:7(4)                   |
| Zwycięzca     | 99.  | 4 sierpnia 2024      | Paryż                             | Ceglana       | Carlos Alcaraz        | 7:6(3), 7:6(2)                     |
| Finalista     | 42.  | 13 października 2024 | Szanghaj                          | Twarda        | Jannik Sinner         | 6:7(4), 3:6                        |
| Finalista     | 43.  | 30 marca 2025        | Miami                             | Twarda        | Jakub Menšík          | 6:7(4), 6:7(4)                     |
| Zwycięzca     | 100. | 24 maja 2025         | Genewa                            | Ceglana       | Hubert Hurkacz        | 5:7, 7:6(2), 7:6(2)                |

#### Gra podwójna (1–2)
| Legenda                                                   |
| Wielki Szlem (0–0)                                        |
| Igrzyska olimpijskie (0–0)                                |
| Tennis Masters Cup / ATP Finals (0–0)                     |
| ATP Masters Series / ATP Tour Masters 1000 (0–0)          |
| ATP International Series Gold / ATP Tour 500 Series (0–0) |
| ATP International Series / ATP Tour 250 Series (1–2)      |

| Wygrane według nawierzchni |
| Twarda (0–1)               |
| Ceglana (0–0)              |
| Trawiasta (1–1)            |
| Dywanowa (0–0)             |

| Końcowy wynik | Nr | Data            | Turniej      | Nawierzchnia | Partner              | Przeciwnicy                    | Wynik finału      |
| Finalista     | 1. | 7 stycznia 2007 | Adelaide     | Twarda       | Radek Štěpánek       | Wesley Moodie Todd Perry       | 4:6, 6:3, 13–15   |
| Zwycięzca     | 1. | 13 czerwca 2010 | Queen’s Club | Trawiasta    | Jonatan Erlich       | Karol Beck David Škoch         | 6:7(6), 6:2, 10–3 |
| Finalista     | 2. | 26 czerwca 2021 | Santa Ponça  | Trawiasta    | Carlos Gómez-Herrera | Simone Bolelli Máximo González | walkower          |

## Osiągnięcia w turniejach Wielkiego Szlema i ATP Tour Masters 1000 (gra pojedyncza)
| Turniej                        | 2004                   | 2005                   | 2006                   | 2007                   | 2008                   | 2009                      | 2010                      | 2011                      | 2012                      | 2013                      | 2014                      | 2015                      | 2016                      | 2017                      | 2018                      | 2019                      | 2020                      | 2021                      | 2022                      | 2023                      | 2024                      | 2025                      | Wygrane turnieje | Bilans w turnieju |
| ------------------------------ | ---------------------- | ---------------------- | ---------------------- | ---------------------- | ---------------------- | ------------------------- | ------------------------- | ------------------------- | ------------------------- | ------------------------- | ------------------------- | ------------------------- | ------------------------- | ------------------------- | ------------------------- | ------------------------- | ------------------------- | ------------------------- | ------------------------- | ------------------------- | ------------------------- | ------------------------- | ---------------- | ----------------- |
| Turnieje wielkoszlemowe        |                        |                        |                        |                        |                        |                           |                           |                           |                           |                           |                           |                           |                           |                           |                           |                           |                           |                           |                           |                           |                           |                           |                  |                   |
| Australian Open                | –                      | 1R                     | 1R                     | 4R                     | W                      | QF                        | QF                        | W                         | W                         | W                         | QF                        | W                         | W                         | 2R                        | 4R                        | W                         | W                         | W                         | –                         | W                         | SF                        | SF                        | 10/20            | 99–10             |
| French Open                    | –                      | 2R                     | QF                     | SF                     | SF                     | 3R                        | QF                        | SF                        | F                         | SF                        | F                         | F                         | W                         | QF                        | QF                        | SF                        | F                         | W                         | QF                        | W                         | QF                        |                           | 3/20             | 96–16             |
| Wimbledon                      | –                      | 3R                     | 4R                     | SF                     | 2R                     | QF                        | SF                        | W                         | SF                        | F                         | W                         | W                         | 3R                        | QF                        | W                         | W                         | NH                        | W                         | W                         | F                         | F                         |                           | 7/19             | 97–12             |
| US Open                        | –                      | 3R                     | 3R                     | F                      | SF                     | SF                        | F                         | W                         | F                         | F                         | SF                        | W                         | F                         | –                         | W                         | 4R                        | 4R                        | F                         | –                         | W                         | 3R                        |                           | 4/18             | 90–14             |
| Bilans spotkań                 | 0–0                    | 5–4                    | 9–4                    | 19–4                   | 18–3                   | 15–4                      | 19–4                      | 26–1                      | 24–3                      | 24–3                      | 22–3                      | 27–1                      | 21–2                      | 9–3                       | 21–2                      | 22–2                      | 16–2                      | 27–1                      | 11–1                      | 27–1                      | 17–4                      | 5–1                       | –                | 382–52            |
| Wygrane turnieje               | 0/0                    | 0/4                    | 0/4                    | 0/4                    | 1/4                    | 0/4                       | 0/4                       | 3/4                       | 1/4                       | 1/4                       | 1/4                       | 3/4                       | 2/4                       | 0/3                       | 2/4                       | 2/4                       | 1/3                       | 3/4                       | 1/2                       | 3/4                       | 0/4                       | 0/1                       | 24/76            | –                 |
| Igrzyska olimpijskie           |                        |                        |                        |                        |                        |                           |                           |                           |                           |                           |                           |                           |                           |                           |                           |                           |                           |                           |                           |                           |                           |                           |                  |                   |
| Letnie igrzyska olimpijskie    | –                      |                        |                        |                        | B                      |                           |                           |                           | 4.                        |                           |                           |                           | 1R                        |                           |                           |                           |                           | 4.                        |                           |                           | Z                         |                           | 1/5              | 19–6              |
| ATP Finals                     |                        |                        |                        |                        |                        |                           |                           |                           |                           |                           |                           |                           |                           |                           |                           |                           |                           |                           |                           |                           |                           |                           |                  |                   |
| ATP Finals                     | –                      | –                      | –                      | RR                     | W                      | RR                        | SF                        | RR                        | W                         | W                         | W                         | W                         | F                         | –                         | F                         | RR                        | SF                        | SF                        | W                         | W                         | –                         |                           | 7/16             | 50–18             |
| Turnieje ATP Tour Masters 1000 |                        |                        |                        |                        |                        |                           |                           |                           |                           |                           |                           |                           |                           |                           |                           |                           |                           |                           |                           |                           |                           |                           |                  |                   |
| Indian Wells                   | –                      | –                      | 1R                     | F                      | W                      | QF                        | 4R                        | W                         | SF                        | SF                        | W                         | W                         | W                         | 4R                        | 2R                        | 3R                        | NH                        | –                         | –                         | –                         | 3R                        | 2R                        | 5/16             | 51–11             |
| Miami                          | –                      | –                      | 2R                     | W                      | 2R                     | F                         | 2R                        | W                         | W                         | 4R                        | W                         | W                         | W                         | –                         | 2R                        | 4R                        | NH                        | –                         | –                         | –                         | –                         | F                         | 6/14             | 49–8              |
| Monte Carlo                    | –                      | –                      | 1R                     | 3R                     | SF                     | F                         | SF                        | –                         | F                         | W                         | SF                        | W                         | 2R                        | QF                        | 3R                        | QF                        | NH                        | 3R                        | 2R                        | 3R                        | SF                        | 2R                        | 2/18             | 39–16             |
| Madryt                         | –                      | LQ                     | QF                     | SF                     | 3R                     | SF                        | –                         | W                         | QF                        | 2R                        | –                         | –                         | W                         | SF                        | 2R                        | W                         | NH                        | –                         | SF                        | –                         | –                         | 2R                        | 3/13             | 31–10             |
| Rzym                           | –                      | –                      | LQ                     | QF                     | W                      | F                         | QF                        | W                         | F                         | QF                        | W                         | W                         | F                         | F                         | SF                        | F                         | W                         | F                         | W                         | QF                        | 3R                        | –                         | 6/18             | 68–12             |
| Kanada                         | –                      | LQ                     | –                      | W                      | QF                     | QF                        | SF                        | W                         | W                         | SF                        | 3R                        | F                         | W                         | –                         | 3R                        | –                         | NH                        | –                         | –                         | –                         | –                         |                           | 4/11             | 37–7              |
| Cincinnati                     | –                      | 1R                     | 2R                     | 2R                     | F                      | F                         | QF                        | F                         | F                         | QF                        | 3R                        | F                         | –                         | –                         | W                         | SF                        | W                         | –                         | –                         | W                         | –                         |                           | 3/15             | 45–12             |
| Szanghaj                       | Nie ATP Masters Series | Nie ATP Masters Series | Nie ATP Masters Series | Nie ATP Masters Series | Nie ATP Masters Series | SF                        | SF                        | –                         | W                         | W                         | SF                        | W                         | SF                        | –                         | W                         | QF                        | NH                        | NH                        | NH                        | –                         | F                         |                           | 4/10             | 45–9              |
| Paryż                          | –                      | 3R                     | 2R                     | 2R                     | 3R                     | W                         | 3R                        | QF                        | 2R                        | W                         | W                         | W                         | QF                        | –                         | F                         | W                         | –                         | W                         | F                         | W                         | –                         |                           | 7/17             | 51–9              |
| Hamburg                        | –                      | –                      | 2R                     | QF                     | SF                     | Nie ATP Tour Masters 1000 | Nie ATP Tour Masters 1000 | Nie ATP Tour Masters 1000 | Nie ATP Tour Masters 1000 | Nie ATP Tour Masters 1000 | Nie ATP Tour Masters 1000 | Nie ATP Tour Masters 1000 | Nie ATP Tour Masters 1000 | Nie ATP Tour Masters 1000 | Nie ATP Tour Masters 1000 | Nie ATP Tour Masters 1000 | Nie ATP Tour Masters 1000 | Nie ATP Tour Masters 1000 | Nie ATP Tour Masters 1000 | Nie ATP Tour Masters 1000 | Nie ATP Tour Masters 1000 | Nie ATP Tour Masters 1000 | 0/3              | 6–3               |
| Wygrane turnieje               | 0/0                    | 0/2                    | 0/7                    | 2/9                    | 2/9                    | 1/9                       | 0/8                       | 5/7                       | 3/9                       | 3/9                       | 4/8                       | 6/8                       | 4/8                       | 0/4                       | 2/9                       | 2/8                       | 2/2                       | 1/3                       | 1/4                       | 2/4                       | 0/4                       | 0/4                       | 40/135           | –                 |
| Ranking końcoworoczny          |                        |                        |                        |                        |                        |                           |                           |                           |                           |                           |                           |                           |                           |                           |                           |                           |                           |                           |                           |                           |                           |                           |                  |                   |
|                                | 186                    | 78                     | 16                     | 3                      | 3                      | 3                         | 3                         | 1                         | 1                         | 2                         | 1                         | 1                         | 2                         | 12                        | 1                         | 2                         | 1                         | 1                         | 5                         | 1                         | 7                         |                           | –                | –                 |